# Episodi di X-Files (seconda stagione)
La seconda stagione della serie televisiva X-Files è andata in onda negli Stati Uniti dal 16 settembre 1994 al 19 maggio 1995 su Fox.
In Italia la stagione è stata trasmessa dall'8 ottobre 1995 al 5 novembre 1996 su Italia 1. Nella sua prima trasmissione italiana non è stato seguito l'ordine cronologico originale degli episodi; in particolare l'ultimo episodio è stato trasmesso circa a metà della stagione successiva, seguito dagli episodi 3x01 e 3x02 con i quali forma una storia unica.
| nº | Titolo originale      | Titolo italiano       | Prima TV USA      | Prima TV Italia  |
| -- | --------------------- | --------------------- | ----------------- | ---------------- |
| 1  | Little Green Men      | Uomini verdi          | 16 settembre 1994 | 8 ottobre 1995   |
| 2  | The Host              | L'ospite in corpo     | 23 settembre 1994 | 8 ottobre 1995   |
| 3  | Blood                 | Fobie assassine       | 30 settembre 1994 | 15 ottobre 1995  |
| 4  | Sleepless             | Insonnia              | 7 ottobre 1994    | 15 ottobre 1995  |
| 5  | Duane Barry           | Ostaggi               | 14 ottobre 1994   | 22 ottobre 1995  |
| 6  | Ascension             | Lo scambio            | 21 ottobre 1994   | 22 ottobre 1995  |
| 7  | 3                     | Giochi di sangue      | 4 novembre 1994   | 29 ottobre 1995  |
| 8  | One Breath            | L'ultimo respiro      | 11 novembre 1994  | 29 ottobre 1995  |
| 9  | Firewalker            | Dentro il vulcano     | 18 novembre 1994  | 5 novembre 1995  |
| 10 | Red Museum            | DNA sconosciuto       | 9 dicembre 1994   | 5 novembre 1995  |
| 11 | Excelsis Dei          | Excelsis dei          | 16 dicembre 1994  | 12 novembre 1995 |
| 12 | Aubrey                | Il gene del male      | 6 gennaio 1995    | 12 novembre 1995 |
| 13 | Irresistible          | Insospettabile        | 13 gennaio 1995   | 19 novembre 1995 |
| 14 | Die Hand die Verletzt | La pelle del diavolo  | 27 gennaio 1995   | 7 dicembre 1995  |
| 15 | Fresh Bones           | Misteri voodoo        | 3 febbraio 1995   | 3 dicembre 1995  |
| 16 | Colony                | L'invasione dei cloni | 10 febbraio 1995  | 26 novembre 1995 |
| 17 | End Game              | L'ultimo alieno       | 17 febbraio 1995  | 26 novembre 1995 |
| 18 | Fearful Symmetry      | Voli nella luce       | 24 febbraio 1995  | 3 dicembre 1995  |
| 19 | Død Kalm              | Calma irreale         | 10 marzo 1995     | 19 novembre 1995 |
| 20 | Humbug                | Strane ferite         | 31 marzo 1995     | 10 dicembre 1995 |
| 21 | The Calusari          | Il gemello dannato    | 14 aprile 1995    | 10 dicembre 1995 |
| 22 | F. Emasculata         | L'insetto assassino   | 28 aprile 1995    | 17 dicembre 1995 |
| 23 | Soft Light            | Luci diffuse          | 5 maggio 1995     | 17 dicembre 1995 |
| 24 | Our Town              | La nostra città       | 12 maggio 1995    | 7 gennaio 1996   |
| 25 | Anasazi               | Anasazi               | 19 maggio 1995    | 5 novembre 1996  |

## Uomini verdi
- Titolo originale: Little Green Men
- Diretto da: David Nutter
- Scritto da: Glen Morgan e James Wong

### Trama
Con il progetto X-Files ufficialmente chiuso, Mulder e Scully ritornano alle indagini dell'FBI. Ma gli agenti, abituati ad avere a che fare con casi straordinari che coinvolgevano extraterrestri e il paranormale, a malapena riescono a celare la loro noia. Credendo di essere sorvegliati dall'agenzia, i due si incontrano nel parcheggio del Watergate Hotel. Là Mulder confessa a Scully di essere depresso per la missione della sua vita, trovare le prove che confermino che sua sorella è stata rapita dagli alieni anni prima. Si lamenta che malgrado i numerosi incontri con degli UFO, ancora non possiede nessuna prova fisica che provi l'esistenza degli extraterrestri. Egli sta perdendo interesse nella ricerca della verità, più tardi viene mandato a chiamare al Campidoglio dal Senatore Richard Matheson, un sostenitore degli X-Files, che lo rende partecipe di un grande segreto: presso un radio telescopio abbandonato a Porto Rico c'è stato un incontro con un UFO. Mulder vola immediatamente sull'isola, sperando di battere sul tempo un gruppo di ricercatori di UFO dei Berretti Blu prima che riescano a requisire le prove dell'avvenuto contatto. Riesce a forzare e ad entrare nell'edificio, dove scopre un registratore con una bobina che sta girando. Un portoricano terrorrizzato di nome Jorge disegna a Mulder un'immagine di un extraterrestre che ha visto sul luogo. Quando Mulder non si presenta al lavoro, Scully comincia ad investigare. Ispeziona il suo appartamento e scopre un pezzo di carta contenente un Wow Signal, una trasmissione radio dallo spazio profondo contenente una trasmissione codificata trenta volte più forte del rumore di fondo galattico sulla frequenza di 21 cm che non può essere utilizzata da alcun satellite artificiale. Il dottor Kip Troitsky dice a Scully che solo pochi radiotelescopi sono attivamente impegnati nella ricerca di tali segnali. Scully cerca una prenotazione nelle liste passeggeri delle compagnie aeree e ne trova una contenente lo pseudonimo di Mulder, George E. Hale. Quel volo era per Porto Rico. I progressi di Scully subiscono un rallentamento quando arriva sull'isola. Diventa più preoccupata quando si accorge che gli agenti dell'FBI la stanno seguendo. Mulder e Jorge ascoltano la bobina mentre la forza dell'uragano si intensifica. Improvvisamente, Jorge sente dei rumori che lo terrorizzano e scappa fuori dall'edificio. Mulder lo insegue, ma dopo una rapida ricerca scopre il corpo dell'uomo, l'espressione sulla sua faccia è il ritratto della paura, come se fosse stato spaventato a morte. Sentendosi più isolato che mai, Mulder registra i suoi pensieri in un nastro. Si chiede ad alta voce cosa farebbe se si trovasse davvero faccia a faccia con una forma di vita extraterrestre. Poco dopo, un'intensa, accecante forza fa dondolare l'edificio. Mulder guarda, spaventato, mentre un alieno cammina verso di lui. E viene sommerso da una luce accecante. Quando Mulder riacquista i sensi, Scully è al suo fianco. Ma si accorgono presto che i Berretti Blu sono arrivati. Certi del fatto che i Berretti Blu li uccideranno, i due salgono su una jeep li vicino e si lanciano nella foresta. I Berretti Blu aprono il fuoco, colpendo la jeep. Ma Mulder guidando meglio di loro riesce a scappare. Quando ritornano a Washington, Mulder viene ripreso da Skinner per essere mancato al lavoro. Mulder ribatte dicendo che il suo telefono era stato intercettato illegalmente. Viene concesso a Mulder di tornare al lavoro. Più tardi, lui e Scully ascoltano la bobina, solo per scoprire che è completamente vuota.
- Altri interpreti: Mitch Pileggi (Walter Skinner), Mike Gomez (Jorge Concepcion), Raymond J. Barry (Senator Richard Matheson), William B. Davis (L'Uomo che Fuma), Les Carlson (Dott. Troisky), Marcus Turner (Fox Mulder a 12 anni), Vanessa Morley (Samantha Mulder a 8 anni), Fulvio Cecere (Aiutante), Deryl Hayes (Agente Morris), Dwight McFee (Comandante), Lisa Anne Beley (Studente), Gary Hetherington (Lewin), Bob Wilde (Rand).

## L'ospite in corpo
- Titolo originale: The Host
- Diretto da: Daniel Sackheim
- Scritto da: Chris Carter

### Trama
L'equipaggio a bordo di un cargo russo diretto nel New Jersey incontra un feroce mostro umanoide appostato all'interno dei serbatoi delle fognature. Dopo che la bestia ha trascinato un membro dell'equipaggio verso la sua morte, viene dato l'ordine di svuotare i serbatoi.

Un po' di tempo dopo, Mulder viene tolto dal suo lavoro di sorveglianza mondana e viene assegnato alle indagini del caso riguardante una morte misteriosa nel New Jersey. Viene condotto sotto le strade di Newark, nelle fognature, dove ispeziona il cadavere di un operaio. Offeso per essere stato assegnato ad un altro caso insignificante, che crede essere un omicidio collegato alla droga, Mulder si confronta con il vicedirettore Skinner. Quest'ultimo gli ricorda che gli X-Files sono stati chiusi. Mulder più tardi confessa a Scully l'intenzione di lasciare l'agenzia per potere perseguire i suoi interessi sul paranormale.
A questo punto, Scully insiste per voler vedere il corpo e dopo le prime rimostranze di Mulder riesce a convincerlo. Mentre compie l'autopsia sul cadavere recuperato nelle fogne del New Jersey, scopre una strana creatura simile ad un verme che scivola all'interno del cadavere. Nel frattempo, un altro operaio viene attaccato dalla creatura che si nasconde nelle fogne. Questa volta la vittima sopravvive. Mulder e un medico dell'ospedale, il dottor Zenzola, ispezionano una ferita sulla schiena dell'operaio. Incerti su cosa avrebbe potuto lasciare quel segno, Mulder e il dottore dimettono l'uomo. Ma quando l'operaio torna a casa, un verme parassita si apre una strada per uscire dal suo corpo, uccidendo il suo ospite nell'operazione.

Mulder va a fare visita all'impianto di depurazione delle fognature. Un anziano impiegato di nome Charlie scopre una creatura umanoide che nuota in una pozza di sedimentazione. Terrorrizzato, svuota il sistema, catturando la creatura nel processo che viene poi rinchiusa in una cella.

Con la creatura in custodia, Mulder va a far visita a Skinner. Egli afferma che se il caso fosse stato trattato come un X-File fin dall'inizio, la vita del lavoratore sarebbe potuta essere salvata. Skinner dice a Mulder che la creatura sarà messa in un istituto, e conviene con lui che il caso poteva essere catalogato come un X-File. La creatura tuttavia, riesce a scappare e a rifugiarsi all'interno di un serbatoio chimico vicino a un campeggio, venendo poi accidentalmente risucchiata in un'autocisterna e portata via. Nel frattempo, Mulder riceve dei misteriosi messaggi da un ufficiale governativo altolocato che afferma che la riabilitazione degli X-Files dipende dal suo successo in questo caso.

Mulder rintraccia la creatura presso un impianto per il trattamento dei rifiuti. Scully lo avverte che il parassita rinvenuto all'interno del cadavere è davvero una larva in incubazione, il che significa che la creatura sta cercando di riprodursi. L'agente e un caposquadra strisciano all'interno di un tunnel sperando di localizzare la creatura, la quale improvvisamente salta fuori dall'acqua afferrando il caposquadra e trascinandolo sotto il fango. Il caposquadra riemerge, alla ricerca di aria. A questo punto la creatura tenta di dirigersi verso un tubo per lo sfogo, che sbocca sul mare. Mulder va ad agire su una leva arrugginita nel tentativo di chiudere la fuga alla creatura, ma nell'operazione il cancello di metallo cade sulla creatura tagliandola in due parti.

Più tardi, Mulder si incontra con Scully, che gli mostra una fotografia che collega la creatura all'incidente avvenuto al reattore nucleare di Černobyl' in Ucraina (allora parte dell'Unione Sovietica). La scena finale mostra la creatura, che prima era stata tagliata in due, che rinviene.
- Altri interpreti: Mitch Pileggi (Walter Skinner), Darin Morgan (Flukeman), Matthew Bennett (Operaio numero 1), Freddy Andreiuci (Ispettore Norman), Don MacKay (Charlie), Marc Baur (Agente Brisentine), Gabrielle Rose (Dott. Zenzola), Ron Sauvé (Ray), Dmitri S. Boudrine (Ingegnere Russo), Raoul Ganeev (Dmitri), William MacDonald (Maresciallo Federale), Benjamin Glenday (Marinaio Russo numero 2), Hrothgar Mathews (Uomo al telefono), Steven Williams (Mister X).
- Note: la trama dell'episodio è ispirata alla leggenda metropolitana che vuole le fogne di New York abitate da coccodrilli.

## Fobie assassine
- Titolo originale: Blood
- Diretto da: David Nutter
- Scritto da: Darin Morgan (soggetto); Glen Morgan e James Wong (sceneggiatura)

### Trama
Ed Funsch è un ragazzo normale che ha un lavoro normale nell'Ufficio Postale degli Stati Uniti a Franklyn, Pennsylvania. Un giorno il suo supervisore gli dà delle brutte notizie: a causa di una riduzione di personale, Ed è stato licenziato. Anche se depresso per le sue prospettive per il futuro, Ed ritorna al suo posto presso la macchina ordinatrice dei codici postali. Mentre fissa il display digitale dell'apparecchiatura i numeri diventano lettere dell'alfabeto e formano delle parole. Invece di vedere i codici postali, Ed legge il messaggio: "Uccidili tutti".

Poco dopo, un rappresentante immobiliare entra nell'ascensore affollato di un edificio pieno di uffici. Comincia a sudare abbondantemente e, mentre fissa il display dell'ascensore, vede anche lui la scritta "Uccidili tutti". L'uomo perde il controllo e attacca gli altri passeggeri, uccidendone due in un impeto selvaggio. L'assurdità dei crimini e la loro somiglianza ad altri violenti incidenti accaduti nella cittadina di Franklyn, spinge la polizia locale a chiedere l'aiuto dell'FBI. Mulder viene assegnato al caso. Viene a sapere dell'agente immobiliare e degli altri che sono diventati improvvisamente violenti in un'affollata area pubblica. Nessuno dei sospetti ha obbedito all'ordine di arrendersi e di conseguenza sono stati uccisi dalla polizia. Mulder sospetta che le apparecchiature elettroniche trovate distrutte sulle scene dei crimini siano collegate agli omicidi.

Un altro bizzarro omicidio scuote la cittadina quando una donna attacca nel garage dove lui lavora un meccanico d'auto dalle mani lunghe. Mulder ispeziona la scena dell'assassinio e nota un display a segmenti distrutto. Accompagnato dalla polizia locale, Mulder interroga Bonnie McRoberts, proprietaria della macchina a cui stava lavorando il meccanico al momento della morte. Ma la McRoberts diventa violenta e ferisce Mulder con un coltello. La polizia apre il fuoco uccidendola. Scully esamina il cadavere della donna trovando delle tracce di un composto chimico simile all'LSD nel suo sangue. Ma quel composto chimico viene attivato quando viene secreta una elevata quantità di adrenalina.

Mulder scopre che la città di Franklyn spruzza i frutteti con dei pericolosi insetticidi nel tentativo di sterminare una specie particolarmente virulenta di mosca. Scopre che questo composto viene spruzzato sulle colture di nascosto da un elicottero che agisce col favore delle tenebre. Il supervisore provinciale Larry Winter difende l'operazione, facendo notare che l'intera economia locale dipende dai raccolti.

Ma l'esposizione di Mulder al composto chimico comincia a fare effetto sulla sua mente. Anche lui comincia a vedere dei messaggi nei display elettronici. Comprende quindi che tutti gli assassini soffrivano delle stesse fobie, fobie che possono essere sfruttate attraverso messaggi subliminali. Il composto chimico per fabbricare l'insetticida instilla nelle mosche la paura di avvicinarsi alle coltivazioni, Mulder conclude quindi che la stessa paura è chimicamente indotta e provocata da qualcuno che usa la città di Franklyn come un esperimento controllato.

Mulder e Scully con l'aiuto della polizia locale sottopongono la popolazione a prelievi di sangue per verificare quante persone effettivamente possono essere a rischio. Solo una piccola percentuale della popolazione, circa 25 persone, per un qualche motivo non si sottopone al controllo. Uno di questi è Ed Funsch. Gli agenti arrivano a casa sua e scoprono un astuccio per fucile vuoto. Mulder si rende conto che Funsch ha paura della vista del sangue. Corre a una locale banca del sangue presso un college, dove Funsch si è arrampicato sulla torre dell'orologio armato del fucile, alla fine riesce a sopraffarlo e ad arrestarlo. Tentando di chiamare Scully gli appare un messaggio sul cellulare con la scritta "missione compiuta".
- Altri interpreti: William Sanderson (Ed Funsch), John Cygan (Sceriffo Spencer), George Touliatos (Larry Winter), Ashlyn Gere (Sig.ra Mcroberts), Andre Daniels (Harry Mcnally), Tom Braidwood (Melvin Frohike), Dean Haglund (Richard Langly), Bruce Harwood (John Fitzgerald Byers), John Harris (Taber), Diana Stevan (Sig.ra Adams).

## Insonnia
- Titolo originale: Sleepless
- Diretto da: Rob Bowman
- Scritto da: Howard Gordon

### Trama
Nella città di New York, il dottor Saul Grissom, un pioniere nei disordini del sonno, chiama il 911 per denunciare un incendio fuori dal suo appartamento. Quando i soccorsi arrivano presso l'edificio, non trovano alcun incendio, ma rinvengono il corpo di Grissom ormai privo di vita. Di fronte a Mulder si presenta un altro agente dell'FBI, Alex Krycek, per affiancarlo nelle indagini su questo misterioso incidente. Contrariato dalla prospettiva di lavorare con Krycek, Mulder si reca nel Connecticut da solo, interroga la dottoressa Penelope Charyn che gli spiega che Grissom ha rivoluzionato la terapia del sonno ed ha sviluppato un processo attraverso il quale i sogni delle persone possono essere alterati attraverso una stimolazione elettrica.

Krycek lo riesce a trovare e sebbene controvoglia Mulder lo accetta come suo partner. I due fanno visita a Scully nella sala delle autopsie. Scully spiega loro che Grissom mostra i classici segni fisiologici di uno che è stato arso vivo in un incendio, tuttavia la sua carne non è carbonizzata. L'interesse nel caso cresce quando un altro uomo, Henry Willig, viene trovato morto nel suo appartamento con quarantatré emorragie interne, del tipo che può essere causato solo da un'arma da fuoco. Ma durante l'esame, non viene trovato alcuna pallottola o segno di ferite. Mulder viene a sapere che Willig e Grissom erano veterani del Vietnam e che sono stati entrambi collocati a Parris Island. Dopo ulteriori indagini, gli agenti scoprono che Augustus Cole è il solo membro sopravvissuto di una squadra speciale di cui faceva parte anche Willig. Ma Cole risulta sparito quando viene cercato presso il reparto psichiatrico. Un misterioso agente governativo, Mister X, incontra Mulder in un parcheggio buio. Afferma che Grissom ha condotto degli esperimenti sulla privazione del sonno a Parris Island nel tentativo di rendere i soldati più impavidi e aggressivi. Lo avverte inoltre che Augustus Cole non dorme da ventiquattro anni. Gli agenti ottengono timidissimi progressi nelle indagini sul caso quando Cole ruba degli antidepressivi da una farmacia. Mulder e Krycek sono scioccati quando due agenti di polizia si sparano l'uno contro l'altro durante l'ispezione alla farmacia. Mulder ipotizza allora che Cole possieda l'abilità di proiettare la sua consapevolezza nelle menti delle altre persone.

Gli agenti localizzano Salvatore Matola, uno dei primi membri della squadra speciale della marina il cui nome non è stato ufficialmente riportato su alcun documento del governo. Matola afferma che un certo dottor Girardi ha partecipato agli esperimenti. Ammette anche che l'intera squadra partì per una missione e massacrò chiunque vivesse nel villaggio vietnamita di Phu Bai. Mulder conclude che Cole, in occasione del ventiquattresimo anniversario, stia punendo tutti coloro che sono associati al massacro. Gli agenti corrono alla stazione dei treni per intercettare Girardi. Mulder estrae la pistola quando vede Cole che si avvicina a Girardi con una pistola in mano. In realtà, Mulder reagisce a delle immagini proiettate nella sua mente.

Gli agenti seguono le tracce di Cole e Girardi fino a una carrozza in un tratto di ferrovia. Girardi è gravemente ferito, vittima dei sogni proiettati nella sua mente da Cole. Mulder trova Cole e cerca di convincerlo a testimoniare in tribunale contro l'esperimento. Cole però proietta un'immagine nella mente di Krycek, facendogli credere di essere pronto a sparare a Mulder. Krycek cade nel tranello e spara a Cole. Più tardi, Krycek fa rapporto ad un misterioso tribunale che è pronto a eliminare Mulder e Scully per sempre.
- Altri interpreti: William B. Davis (L'Uomo che Fuma), Jon Gries (Salvatore Matola), Nicholas Lea (Agente Alex Krycek), Mitch Pileggi (Walter Skinner), Tony Todd (Augustus Cole), Steven Williams (Mister X), Mitch Kosterman (Detective Horton), Don Thompson (Henry Willig), David Adams (Dottor Girardi), Michael Puttonen (Dottor Pilsson), Anna Hagan (Dottor Charyn), Paul Bittante (Capo gruppo), Claude De Martino (Dottor Grissom).
- Note: all'inizio era stata scritturata una donna per la parte di Mister X, l'attrice Natalija Nogulich. Vedendo però che non funzionava, è stata data la parte a Steven Williams.

## Ostaggi
- Titolo originale: Duane Barry
- Diretto da: Chris Carter
- Scritto da: Chris Carter

### Trama
Mulder e Alex Krycek vengono assegnati alla negoziazione degli ostaggi. Vengono informati dall'agente Lucy Kazdin, il quale spiega loro che un paziente con problemi mentali di nome Duane Barry ha preso il suo psicologo, il dottor Hakkie, e altre tre persone in ostaggio presso un'agenzia di viaggio. Barry chiede di essere portato assieme al dottor Hakkie presso un luogo dove avvengono dei rapimenti alieni, benché non ricordi dove precisamente si trovi. Mulder telefona a Barry e tenta di calmarlo. Diviene subito chiaro che Barry è ben disposto verso gli ostaggi. Kazdin spiega che Barry è un ex agente dell'FBI.

Una strana luce avvolge il luogo. Barry si agita e spara con la sua pistola, ferendo alcuni ostaggi. Kazdin spiega che un generatore è saltato, ma Mulder sospetta altrimenti. Mulder e l'agente Janus si offrono di aiutare i feriti. Vengono equipaggiati con una giacca catarifrangente e del filo. Mentre Janus soccorre un uomo ferito, Mulder parla per la prima volta con Barry di persona. Mulder devia dai cliché dell'FBI e parla candidamente di UFO. Barry gli va dietro; è la prima volta che qualcuno crede alle sue esperienze passate. Permette a Mulder di sostituirsi con uno degli ostaggi. Mentre Mulder cammina Barry racconta il suo incontro con gli UFO, gli agenti dell'FBI lo ascoltano, convincendosi che Barry stia andando oltre il limite.

Quando Scully viene a conoscenza della situazione, spinge l'FBI a tirare fuori Mulder immediatamente; spiega che nel 1982, Barry fu colpito in servizio. Il danno che ha avuto è stato la distruzione del centro morale del suo cervello, facendo di lui un bugiardo patologico che soffre di manie di persecuzione. Scully parla a Mulder attraverso il trasmettitore a due vie nascosto sul suo corpo. Lo incalza affinché liberi gli ostaggi. Barry acconsente alla richiesta di Mulder e rilascia gli ostaggi rimasti. Poco dopo, un tiratore scelto dell'FBI spara a Barry.

Barry viene portato all'ospedale. Kazdin dice a Mulder che le radiografie hanno rivelato degli strani pezzi di metallo all'interno della cavità nasale di Barry, che potrebbero confermare le sue affermazioni sul suo rapimento e torture da parte di alieni. Poco dopo Scully scopre che i pezzi di metallo sono codificati con alcuni strani simboli.
Barry scappa dall'ospedale. Senza preavviso, corre nell'appartamento di Scully e la rapisce.
- Altri interpreti: Tosca Baggoo (Clerk), Tim Dixon (Bob), Michael Dobson (Tiratore Scelto numero 2), Fred Henderson (Agente Rich), Nicholas Lea (Alex Krycek), Robert Lewis (Ufficiale), Stephen E. Miller (Comandante Tattico), Barbara Pollard (Gwen), CCH Pounder (Agente Lucy Kazdin), Steve Railsback (Duane Barry), John Sampson (Tiratore Scelto numero 1), Sarah Strange (Kimberly), Frank C. Turner (Dott. Del Hakkie), Selina Williams (Agente FBI).
- Note: la storia continua nell'episodio seguente, Lo scambio. — È il primo episodio di X-Files diviso in due parti ed è il primo episodio a essere diretto da Chris Carter.

## Lo scambio
- Titolo originale: Ascension
- Diretto da: Michael Lange
- Scritto da: Paul Brown

### Trama
Mulder corre a casa di Scully quando capisce che lei è stata attaccata da Duane Barry. Quando arriva sulla scena, si sta già svolgendo un'indagine di polizia. Ci sono tracce di lotta, vetri rotti e delle macchie di sangue umano sul pavimento. La madre di Scully, Margaret, dice a Mulder di aver avuto un incubo che ha anticipato l'incidente. Gli agenti dell'FBI sono scettici quando Mulder suggerisce che la storia di Barry sugli UFO potrebbe essere vera. Skinner rimuove Mulder dal caso e lo manda a casa.

Nel frattempo, Barry si dirige verso il luogo dove atterrano gli alieni. Un poliziotto ferma Barry per eccesso di velocità. Notando il sangue sulle mani dell'uomo estrae l'arma di ordinanza, ma Barry gli spara per primo, uccidendolo. Mulder guarda una registrazione dell'incidente che è stata effettuata da una telecamera montata all'interno dell'auto di pattuglia del poliziotto. Usando lo zoom del video, si riesce a vedere che Scully è viva.

Mulder riascolta la registrazione audio della negoziazione degli ostaggi. Comprende che Barry parlava delle Skyland Mountain, in Virginia. Accompagnato da Krycek, Mulder si reca nella remota località. I due vengono a sapere dall'operatore della teleferica che Barry sta andando sulla montagna, percorrendo strade secondarie. Sperando di raggiungere Barry sulla sommità, Mulder sale sulla teleferica e va verso la montagna. Ma prima che la cabina riesca ad arrivare a destinazione, Krycek uccide l'operatore e sabota i controlli, fermando Mulder. Quando Mulder tenta di arrampicarsi fuori dalla cabina, Krycek ridà energia.

Una volta in cima Mulder vede una luce accecante passargli sopra. Quando localizza Barry, Scully non si trova da nessuna parte. Barry comincia a ridere in maniera isterica. Egli dice che gli alieni non gli daranno più fastidio perché ora hanno un'altra cavia. Ma Mulder rimane scettico; interroga l'uomo per saggiarne la sanità mentale e lo colpisce. Poco dopo che Krycek lo ha interrogato di persona, Barry muore per un arresto cardiaco.

Mulder dice a Skinner che Krycek ha avvelenato Barry e che i militari sanno dove si trova Scully. Crede che Scully sia andata molto vicino alla verità, specialmente quando ha scoperto i pezzi di metallo nel corpo di Barry. Mulder conclude che un'operazione militare segreta, assistita dall'Uomo che Fuma, sta dietro al rapimento. I sospetti vengono confermati quando Krycek svanisce senza lasciare traccia. Rimasto con un'unica possibilità, Skinner ufficialmente riapre gli X-Files.
- Altri interpreti: Mitch Pileggi (Walter Skinner), William B. Davis (L'Uomo che Fuma), Peter LaCroix (Dwight), Peter Lapres (tecnico video), Sheila Larken (Margaret Scully), Nicholas Lea (Alex Krycek), Steve Makaj (Poliziotto), Steve Railsback (Duane Barry), Michael David Simms (Agente Anziano), Bobby Stewart (Deputato), Steven Williams (Mister X), Meredith Bain Woodward (dott.ssa Ruth Slaughter).
- Note: questo episodio è la seconda parte dell'episodio Ostaggi. In questo episodio la scritta "The Truth Is Out There" (La verità è là fuori) al termine della sigla è sostituita dalla scritta "Deny Everything" (Negare tutto).

## Giochi di sangue
- Titolo originale: 3
- Diretto da: David Nutter
- Scritto da: Chris Ruppenthal (soggetto); Glen Morgan e James Wong (sceneggiatura)

### Trama
Con Scully ancora scomparsa, Mulder comincia a lavorare sul da poco riaperto progetto degli X-Files, investigando sulla morte violenta di un uomo d'affari di Los Angeles che è stato attaccato da alcune persone mentre stava usando la sua jacuzzi. L'omicidio assomiglia a molti altri attacchi simili che si crede che siano stati commessi dai Trinity Killers; questi sono conosciuti per lasciare il corpo della vittima senza sangue, con un piccolo segno di un morso sulla vena giugulare e una citazione scritta con il sangue vicino al corpo.
Mulder segue le tracce del suo primo sospetto fino alla Hollywood Blood Bank. Nella cantina trova un nuovo impiegato che si ciba di sangue umano. L'uomo, che si definisce Il Figlio, vuole vivere per sempre perché non crede che ci sia nessuna vita dopo la morte. Mulder crede che l'uomo sia un fissato e un impostore. Credendo la sua condizione psicologica, Mulder mette Il Figlio in una cella dove, all'alba, verrà in contatto con la luce diretta del sole. Mulder gli dice che la luce del sole verrà bloccata se gli rivelerà dove si trovano i suoi complici. Ma mentre le guardie guardano inorridite, Il Figlio brucia a morte quando sorge l'alba.

Mulder ipotizza che il vampirismo sia, in parte, basato su una vera malattia chiamata porfiria, un'afflizione che causa delle vesciche sulla pelle quando il soggetto viene esposto a luce del sole. Con l'aiuto del coroner viene decifrato un timbro sulla pelle del palmo del Figlio. Si legge "Club Tepes"; Tepes in rumeno significa "Impalatore" e infatti nel club c'è una grande immagine di Vlad III di Valacchia, detto appunto l'impalatore. Mulder visita il club, dove incontra una misteriosa donna di nome Kristen. Durante un incontro erotico Kristen lo tenta con una goccia del suo sangue. Ma Mulder rifiuta cortesemente di bere. Un uomo asiatico accetta l'offerta di Kristen e la coppia si ritira in un'area appartata. Quando Kristen finisce di intrattenere l'uomo, tre suoi complici lo assalgono.

Mulder e i membri del dipartimento di polizia scoprono il cadavere dell'uomo privo di sangue. Li vicino c'è una lattina di succo di mirtillo e alcune impronte digitali. Facendo un raffronto tra le impronte digitali e l'archivio, Mulder localizza la casa di Kristen. Kristen gli narra del primo incontro con Il Figlio, il cui vero nome era John. Durante una lotta con John, hanno assaggiato ciascuno il sangue dell'altro. Da quel momento su di loro ha aleggiato il "blood sports". Furono poi contattati da altri, ma Kristen spiega come tutto gli sembrasse innaturale. Kristen insiste che, con John che è morto, lei non è in pericolo. Rifiuta di essere condotta da Mulder al dipartimento di polizia. Mulder allora rimane tutta la notte a sorvegliare Kristen, i due si baciano e si presume che passino una notte insieme.

Il giorno dopo, Il Figlio appare a casa di Kristen mentre un incendio si diffonde per le colline di Malibù. Il Figlio dice a Kristen di essere immortale e che non può essere ucciso neanche dalla luce del sole. Ordina a Kristen di uccidere Mulder per poter diventare come lui, Kristen invece pugnala Il Padre, il primo della Trinità, che è nascosto nell'oscurità. Il Figlio attacca Mulder, ma viene sopraffatto e legato. Mentre l'incendio si avvicina alla casa, Mulder e Kristen tentano di fuggire con la macchina quando, improvvisamente, Lo Spirito Impuro attacca la coppia. Kristen investe il vampiro con l'auto, impalandolo contro una punta. Kristen ritorna nella casa e versa benzina tutto intorno a lei ed al Figlio. Afferma l'intenzione di diventare immortale e di volere accendere il fuoco. Più tardi, i pompieri dicono a Mulder di avere ritrovato quattro cadaveri carbonizzati all'interno della casa. Mulder deve quindi rassegnarsi al fatto che, per l'ennesima volta, non avrà prove per sostenere la natura paranormale del caso.
- Altri interpreti: Mitch Pileggi (Walter Skinner), Frank Ferrucci (Detective Nettles), Tom McBeath (Detective Munson), Frank Military (Il figlio/John), Gustavo Moreno (Il padre), Perrey Reeves (Kristen), Justina Vail (Spirito Impuro), Malcom Stewart (Comandante Carver), Ken Kramer (Dottor Browning), Roger Allford (Garrett Lore), Richard Yee (David Yung), Brad Loree (Pompiere), John Tierney (Doctor Jacobs), David Livingstone (Guardiano), Guyle Frazier (Ufficiale).

## L'ultimo respiro
- Titolo originale: One Breath
- Diretto da: R.W. Goodwin
- Scritto da: Glen Morgan e James Wong

### Trama
Malgrado l'obiezione di Mulder che ritiene essere ancora prematuro abbandonare ogni speranza, Margaret Scully ordina una pietra tombale per la figlia scomparsa, Dana. Non molto tempo dopo, il corpo in stato di coma di Dana riappare misteriosamente presso un ospedale locale. È collegata ad un sistema di supporto vitale, le sue condizioni sono critiche. Non c'è alcuna traccia né di come sia arrivata all'ospedale e né di chi ce l'abbia portata. Mulder è furioso. Un dottore rivela che Dana ha espressamente lasciato scritto quali siano le condizioni necessarie per sospendere il sostegno artificiale.

Melissa Scully va a trovare Dana all'ospedale e dichiara di essere in grado di comunicare con la sorella. Dana riceve anche la visita di Frohike, uno dei Guerrieri Solitari. Frohike ed i suoi colleghi scoprono che il DNA di Dana presenta delle manomissioni genetiche. Concludono che con il sistema immunitario decimato, a Dana non rimane molto da vivere.
Quando Mulder ritorna all'ospedale, vede un misterioso uomo rubare una fiala contiene un campione del sangue di Dana. Mulder lo insegue. Ne consegue una lotta tra i due. Improvvisamente Mister X emerge dalle ombre e uccide il misterioso ladro. Mulder è disgustato dall'assassinio senza senso, ma comunque recupera il campione di sangue. Poco dopo vengono eseguite le volontà di Dana e il sistema di supporto vitale viene staccato.

Mulder parla con Skinner ed esige di potere contattare l'Uomo che Fuma, convinto che sia il responsabile di ciò che sta accadendo, ma la sua richiesta viene negata. Un po' di tempo dopo, all'ospedale, una donna nota un pacchetto di sigarette dimenticato nel distributore. Mulder lo apre e trova un biglietto contenente l'indirizzo dell'Uomo che Fuma. Mulder si reca immediatamente sul posto, trova l'Uomo che Fuma e gli punta una pistola alla testa. L'Uomo che Fuma controlla però il gioco: se morisse tutti i segreti se ne andrebbero con lui.

Mulder rassegna le sue dimissioni dall'FBI, ma Skinner le rifiuta e dimostra a Mulder il suo sostegno raccontandogli un episodio avvenuto durante la guerra del Vietnam che ha cambiato radicalmente il suo modo di vedere la vita e la morte. Più tardi, Mulder viene avvicinato da Mister X, il quale gli dice che avrà luogo una perquisizione nel suo appartamento, fatta dagli stessi uomini responsabili della situazione di Scully. Viene detto a Mulder di uccidere gli intrusi e di avvalersi della legittima difesa, ma mentre Mulder si apposta nell'oscurità aspettando gli agenti, Melissa appare alla sua porta. Gli dice che le condizioni di Dana stanno migliorando e che ormai è prossima al risveglio. Mulder, volendo vendicarsi, inizialmente rifiuta, ma alla fine si reca al capezzale di Scully.
Quando Mulder ritorna nel suo appartamento, trova che è stato effettivamente perquisito, come gli era stato detto.
Il giorno dopo, Mulder riceve una chiamata dall'ospedale. Dana ha ripreso i sensi.
- Altri interpreti: Mitch Pileggi (Walter Skinner), Jay Brazeau (Dottor Daly), Nicola Cavendish (Infermiera G. Owens), Don S. Davis (Capitano William Scully), William B. Davis (L'Uomo che Fuma), Dean Haglund (Langly), Tom Braidwood (Frohike), Bruce Harwood (Byers), Sheila Larken (Margaret Scully), Melinda McGraw (Melissa Scully), Steven Williams (Mister X), Lorena Gale (Infermiera Wilkins), Ryan Michael (Uomo col cappotto), Tegan Moss (Giovane Dana Scully).

## Dentro il vulcano
- Titolo originale: Firewalker
- Diretto da: David Nutter
- Scritto da: Howard Gordon

### Trama
Adam Pierce, un tecnico dell'osservatorio dei vulcani presso il Caltech, contatta Mulder e Scully con un mistero. Una squadra di scienziati che lavora presso il Monte Avalon ha lanciato un segnale di soccorso richiedendo un immediato trasporto aereo. Quando si erano persi i contatti con la squadra, Pierce e il suo gruppo di scienziati al Caltech avevano attivato una videocamera robotizzata, soprannominata Firewalker, che gli aveva fornito immagini provenienti dall'interno del vulcano attivo. Le immagini, che vengono mostrate a Mulder e a Scully, mostrano il corpo disseccato del Capo Sismologo Phil Erikson all'interno della caldera del vulcano, dove le temperature raggiungono i 400 gradi Celsius. La registrazione mostra inoltre una figura vicina al corpo. Pierce sospetta che il suo brillante collega, Daniel Trepkos, possa essere in qualche modo responsabile della morte.

Mulder, Scully e Pierce volano in elicottero sul Monte Avalon. Lì trovano gli scienziati Jason Ludwig, Jesse O'Neil e Peter Tanaka nascosti all'interno del campo base. Ludwig descrive come Trepkos sia divenuto violento e abbia distrutto l'installazione. Poco dopo, Trepkos trova Pierce e lo strangola. Mulder scopre gli appunti di Trepkos, i quali descrivono una forma di vita ignota all'interno del vulcano. Le note suggeriscono che Trepkos possedesse le prove fisiche di una forma di vita basata sul silicio. Scully interroga Jesse O'Neil, che era legata sentimentalmente a Trepkos.

Tanaka comincia a tossire. Scully insiste affinché venga aerotrasportato verso il più vicino ospedale. Ma lo scienziato fugge nella foresta. Mulder e Ludwig lo inseguono, ma Tanaka perde l'equilibrio e cade, scivolando in un avvallamento. Improvvisamente, la gola gli si gonfia enormemente e una punta buca la sua pelle, uccidendolo all'istante. L'esame del corpo effettuato da Scully conferma la teoria di Mulder secondo la quale una forma di vita basata sul silicio, probabilmente un fungo, è cresciuta all'interno del corpo di Tanaka. Certa del fatto che il fungo possa essere contagioso e trasportato facilmente dall'aria, mette in quarantena il gruppo.

Ludwig porta Mulder nelle grotte sotterranee dove si presume si nasconda Trepkos. Ma Trepkos li sorprende e uccide Ludwig con una pistola per segnalazioni. Provvede poi a bruciare il corpo così che la spora parassita muoia. Trepkos spiega che Erikson inavvertitamente ha liberato la spora dopo che il Firewalker ha estratto un campione del vulcano. Tutti alla base, eccetto lui, sono stati infettati dal parassita. Ha distrutto la trasmittente e ha ucciso Pierce, tutto nello sforzo di evitare che la spora si diffondesse. Mulder, capendo che Scully si trovi in pericolo, torna di corsa alla base.

O'Neil si ammanetta a Scully e perde conoscenza. Comprendendo ciò che sta per accadere, Scully pone una porta con una finestrella in plexiglas sigillata tra lei e O'Neill. La gola di O'Neill si espande in una maniera grottesca, il fungo si sta replicando, pronto ad infettare un nuovo ospite. Improvvisamente, la gola di O'Neill esplode, la materia organica schizza contro il Plexiglas. Mulder trova Scully sana e salva.
Trepkos ritorna alla base, dove scopre il cadavere di Jesse. Mulder gli permette di rimuovere il corpo e lasciare l'area. Nel frattempo, lui e Scully si mettono in quarantena per un mese assicurandosi che nessuno dei due sia stato infettato. Infine l'entrata del vulcano viene fatta sigillare dall'esercito.
- Altri interpreti: Hiro Kanagawa (Peter Tanaka), David Kaye (Eric Parker), David Lewis (Vosberg), Tuck Milligan (Dott. Adam Pierce), Leland Orser (Jason Ludwig), Torben Rolfsen (Tecnico), Shawnee Smith (Jesse O'Neil), Bradley Whitford (Dott. Daniel Trepkos).

## DNA sconosciuto
- Titolo originale: Red Museum
- Diretto da: Win Phelps
- Scritto da:[Chris Carter

### Trama
Gary Kane, uno studente di sedici anni del liceo, lascia la casa improvvisamente dopo aver ricevuto una misteriosa telefonata. Quando Gary non ritorna a casa, sua madre, Beth, chiama la polizia. Due ufficiali di pattuglia il giorno dopo vedono Gary che, indossando la sola biancheria intima, vagabonda in un'area boschiva. Sulla sua schiena c'è scritta una frase: "he is one" (lui è uno).

Mulder e Scully passano in rassegna i fatti riguardanti il caso. Gary non ha subito violenza sessuale, né è stato vittima di bullismo. Sorprendentemente, ci sono dei rapporti su altri adolescenti che hanno avuto esperienze simili in vari stati degli USA. La curiosità di Mulder viene sollecitata quando uno sceriffo del Wisconsin, Bill Mazeroski, ipotizza che le vittime potrebbero essere state possedute. Spiega che un culto religioso chiamato la Chiesa del Museo Rosso si è stabilita nella zona e ha comperato un ranch. Essendo vegetariani, i membri della chiesa hanno trasformato i capi di bestiame in animali da compagnia provocando la costernazione degli allevatori locali. Lo sceriffo porta gli agenti alla chiesa, lì vedono Richard Odin, il capo della setta, che si rivolge ai suoi parrocchiani utilizzando un computer come tramite. Mulder spiega a Scully che i membri della chiesa sono dei "riposseduti" - credono nel trasferimento cioè dell'anima.

Alcuni adolescenti locali molestano un giovane membro del Museo Rosso. Mulder interviene in aiuto del ragazzo, e nel far questo viene a conoscenza che uno dei molestatori è il figlio dello sceriffo, Rick. Una ragazza che ha partecipato all'attacco verbale al membro del Museo Rosso viene trovata più tardi con la scritta "she is one" (lei è una) sulla schiena. Esami di laboratorio rivelano una grande quantità di un allucinogeno - una sostanza controllata - nel sangue della ragazza. Quella notte, un piccolo aereo che trasporta il dottor Gerry Larson precipita in un campo. Mulder, Scully e lo Sceriffo Mazeroski scoprono una borsa con le iniziali di Larson piena di soldi. Scoprono anche una fiala contenente un misterioso liquido e uno stampato con i nomi e numeri delle carte di credito delle famiglie delle vittime: si tratta di ogni persona che Larson ha seguito fin dall'infanzia.

Mentre interroga Beth Kane, Mulder si accorge di una luce che penetra da un buco nello specchio del bagno. Rompe il vetro, rivelando un'attrezzatura video. L'uomo che sta dietro a questo, Gerd Thomas, rapisce Rick, il figlio dello sceriffo proprio come ha fatto con le precedenti vittime. Ma invece di trovarlo stordito, Rick viene trovato morto. Mulder scopre che Gerd Thomas possiede l'edificio dove la famiglia Kane vive. Viene arrestato. Vengono recuperati numerosi videotape. Thomas si scusa per la sua malattia ma insiste nel dire di non aver assassinato Rick. Spiega che il dottor Larson lo pagava per iniettare nei bovini un misterioso liquido, lo stesso liquido che Larson usava per "vaccinare" i suoi giovani pazienti.

Scully vede il misterioso Crew-Cut Man - quello che uccise Gola Profonda - in un'auto sulla strada. Mulder comprende che il misterioso liquido è DNA alieno, la stessa sostanza trovata in una fiala alcuni mesi prima. Il Crew-cut Man, ipotizza Scully, ha ucciso Rick per coprire le prove. Comprendendo che delle altre vite sono in pericolo, Mulder chiede allo sceriffo di radunare tutti quelli che sono nella lista di Larson e di portarli al Museo Rosso. Rendendosi conto che la base del Crew-cut Man è la locale macelleria, Mulder corre sul luogo. Trova l'edificio impregnato di benzina. Il Crew-cut Man improvvisamente balza fuori dall'oscurità e ne consegue una lotta. Scully e Mazeroski arrivano e colpiscono il Crew-cut Man, uccidendolo. Le indagini non forniscono alcuna indicazione su chi fosse l'uomo o che tipo di sostanza venisse iniettata ai cittadini.
- Altri interpreti: Mitch Pileggi (Walter Skinner), Mark Rolston (Richard Odin), Lindsey Ginter (Uomo dalle Mani Curate), Steve Eastin (Sceriffo Mazeroski), Paul Sand (Gerd Thomas), Gillian Barber (Beth Kane), Bob Frazer (Gary Kane), Elisabeth Rosen (Katie), Cameron Labine (Rick), Tony Sampson (Brad).

## Excelsis Dei
- Titolo originale: Excelsis Dei
- Diretto da: Stephen Surjik
- Scritto da: Paul Brown

### Trama
Michelle Charter lavora come infermiera presso la casa di riposo Excelsis Dei. Mentre fa il suo giro di notte, viene improvvisamente e violentemente assalita da un'entità invisibile che subito dopo la stupra. Il fatto raggiunge la sede centrale dell'FBI, stimolando l'interesse di Mulder e Scully per il caso. I due si recano a Worcester, Massachusetts, la città dove Michelle lavora. Durante l'interrogatorio, Michelle insiste nel dire che lo spirito che è entrato nel suo corpo è stato emanato da un anziano paziente afflitto d'Alzheimer di nome Hal Arden. Oltraggiata dall'incidente, ha inizio una battaglia legale contro il governo federale denunciando di essere regolarmente sottoposta a molestie sessuali e di non aver nessun tipo di protezione.

Gli agenti parlano con Hal, che li assicura di non essere forte abbastanza, né di possedere la carica sessuale, per stuprare chicchessia. Poco dopo Hal comincia a soffocare dopo aver ingerito di nascosto una misteriosa pillola datagli dal suo compagno di stanza Stan. Mulder e Scully non riescono a salvare Hal. Il dottor John Grago è sconvolto quando viene a conoscenza dei fatti; l'Alzheimer di Hal stava regredendo da quando ha cominciato a prendere una medicina sperimentale di nome Depranil. Laura Kelly, figlia del compagno di camera di Hal, Stan, ha fatto dimettere il padre dall'istituto visti i miglioramenti delle condizioni fisiche e mentali. Stan comunque la prega di non toglierlo dalla casa di riposo.

Il mistero si infittisce quando Tiernan, un addetto dell'ospedale, viene spinto fuori da una finestra da una forza invisibile. Un rapporto tossicologico del sangue di Hal rivela la presenza di tracce di acido ibotenico, una droga allucinogena. Mentre ispeziona la cantina della casa di cura, Mulder scopre una stanza contenente centinaia di funghi. E sotto una pila di fertilizzante Mulder scopre il corpo di un addetto dell'ospedale che risultava mancante. Gung, un addetto asiatico, viene interrogato al riguardo della stanza. Ammette di aver somministrato delle erbe ai pazienti, erba che gli avrebbe permesso di parlare con i defunti. Gung è convinto che i misteriosi stupri ed assassinii siano stati commessi da spiriti adirati. Stan prende una dose eccessiva di erbe e un gruppo di fantasmi attacca sia i residenti che i visitatori dell'ospizio. Michelle e Mulder rimangono intrappolati all'interno di un bagno che si allaga. Scully va in loro aiuto. Grego trova Stan e gli dà un sedativo. Improvvisamente, gli attacchi finiscono e i fantasmi scompaiono. La porta del bagno si apre improvvisamente, mandando Mulder e Michelle a scivolare sul pavimento pieno d'acqua. Dopo gli eventi si sospenderà l'uso dei farmaci sperimentali e l'addetto asiatico verrà espatriato. Tutti gli anziani sottoposti alle cure saranno testimoni di un'improvvisa ricaduta nella malattia.
- Altri interpreti: Mitch Pileggi (Walter Skinner), Ernie Prentice (Leo Kreutzer), Paul Jarrett (Upshaw), Frances Bay (Dorothy), Teryl Rothery (Infermiera Michelle Charters), Eric Christmas (Stan Phillips), David Fresco (Hal Arden), Sab Shimono (Gung Bittuen), Tasha Simms (Laura Kelly), Sheila Moore (Sig.ra Dawson), Jerry Wasserman (Dott. John Grago), Jon Cuthbert (Tiernan).

## Il gene del male
- Titolo originale: Aubrey
- Diretto da: Rob Bowman
- Scritto da: Sara Charno

### Trama
Nella città di Aubrey, Missouri, la detective B.J. Morrow prova una spaventosa visione. Nella sua mente vede un uomo seppellire un cadavere in una tomba poco profonda in un terreno fuori città. Certa dell'esatta ubicazione, B.J. corre sul luogo e, pala alla mano, esuma il corpo.

Usando l'impronta dentale, Mulder e Scully riescono ad identificare i resti. La vittima è l'agente dell'FBI Sam Chaney, che è scomparso negli anni '40 insieme al suo partner, Tim Ledbetter. Chaney e Ledbetter stavano indagando su una serie di omicidi dell'epoca. Mulder rimane sbalordito da B.J. e dalla sua improvvisa conoscenza di dove fosse stato seppellito il corpo, così lui e Scully vanno ad Aubrey sperando di scoprire qualcosa in più sul caso.

Durante l'interrogatorio, B.J. dice agli agenti che una notte la sua macchina si è guastata vicino al campo e ha notato un cane che scavava nel terreno. Afferma che il fatto ha destato la sua attenzione e, dopo qualche colpo di badile, ha trovato la tomba. Ma Scully percepisce che B.J. ha una relazione col Tenente Brian Tillman. Ipotizza quindi che B.J. abbia avvertito della presenza del corpo la polizia telefonando dal motel dove si stava incontrando con Tillman. Quando viene messa di fronte alla verità, B.J. ammette che non solo ha una relazione con lo sposato Tillman, ma di essere anche rimasta incinta. Rivela inoltre che la gravidanza ha innescato degli strani sogni nei quali vede un altro assassinio.

Ulteriori ricerche rivelano che il serial killer, soprannominato l'"Assassino del Taglio" dalla stampa del tempo, picchiava le vittime femminili ed incideva la parola "sorella" sui loro toraci. Mulder sospetta che Chaney sia rimasto vittima dell'assassino che tentava di catturare. Usando un computer, gli agenti analizzano una scheggia dell'osso del vittima sperando di trovare ulteriori indizi. Alcune preliminari scoperte suggeriscono che ci siano delle lettere intagliate nel cadavere. Quelle lettere, rivela B.J., formano la parola "fratello".

La curiosità degli agenti viene ulteriormente stuzzicata quando Tillman li informa che il serial killer che cercava le sue vittime ad Aubrey cinquanta anni prima ha apparentemente intrapreso un'altra furia omicida. Accompagnati da B.J., Mulder e Scully cercano il luogo dell'ultimo crimine. B.J. comprende che la vittima è la donna che ha visto in sogno.

B.J., studiando le immagini degli anni '40, identifica l'uomo che frequenta i suoi sogni. È Harry Cokely, condannato nel 1945 per stupro e tentato omicidio. Ha inciso la parola "sorella" sulla sua vittima, Linda Thibedeaux, prima di scappare. Gli agenti vanno a trovare Cokely, oramai settantenne, malaticcio e tormentato.

B.J. si sveglia una notte con del sangue che gli cola dal torace. Sta avendo un'altra visione e corre alla casa di un estraneo, dove scopre il corpo di Ledbetter.

Gli agenti interrogano Linda Thibodeaux. Ammette che, come risultato dello stupro subito, ha dato alla luce il bambino di Cokely e in seguito l'ha affidato a un'agenzia per l'adozione. Ulteriori indagini rivelano che il figlio di Cokely era Raymond Morrow, padre di B.J. Gli agenti concludono quindi che a commettere l'ultima serie di omicidi sia stata proprio B.J.

B.J. attacca Thibodeaux, ma si ferma prima di ucciderla. Mulder e Scully corrono a casa di Cokely, sospettando che B.J. voglia vendicarsi. Cokely muore dopo che l'impianto per l'ossigeno è stato sabotato. Poco dopo B.J. attacca Mulder con un rasoio. Ma Tillman arriva e ricorda a B.J. chi è veramente. B.J. cade in trance e viene presa in custodia.
- Altri interpreti: Mitch Pileggi (Walter Skinner), Deborah Strang (Detective B.J. Morrow), Morgan Woodward (Harry Cokely), Emanuel Hajek (Cokely da giovane), Sarah-Jane Redmond (Giovane madre), Robyn Driscoll (Detective Joe Darnell), Joy Coghill (Linda Thibedeaux), Terry O'Quinn (Tenente Brian Tillman).
- Note: Terry O'Quinn ha partecipato altre due volte a X-Files, interpretando l'Agente Darius Michaud in X-Files - Il film e l'Uomo Ombra nell'episodio Trust No 1 della nona stagione. Il film che Harry Cokely sta guardando in TV è La signora del venerdì (1940) di Howard Hawks.

## Insospettabile
- Titolo originale: Irresistible
- Diretto da: David Nutter
- Scritto da: Chris Carter

### Trama
Donnie Pfaster ha perso il lavoro presso un'agenzia funebre dopo che il titolare lo ha scoperto a tagliare dei capelli al cadavere di una bella ragazza. Non molto dopo il licenziamento di Donnie, l'agente speciale dell'FBI Moe Bocks riceve una chiamata riguardante la mutilazione di alcuni cadaveri seppelliti in un cimitero di Minneapolis, Minnesota. Sospettando che l'incidente possa aver a che fare con degli UFO, Bocks contatta Mulder e Scully, sperando che la loro esperienza possa essergli di aiuto a fare chiarezza sullo strano incidente. Ma Mulder riconosce immediatamente i segni di un feticista in maturazione, un uomo che colleziona cose appartenenti a defunti durante il lavoro. Malgrado gli anni passati a compiere autopsie, Scully non riesce a rimanere indifferente al modo in cui i corpi sono stati mutilati. I capelli sono stati tagliati a ciocche, le unghie sono state strappate con delle pinze. Scully è afflitta da vari incubi nei quali appare un demone. Nei sogni, ella stessa diviene vittima dell'assassino.

Quando vengono ritrovati altri corpi mutilati, Mulder teme che il feticista possa arrivare ad uccidere per procurarsi ciò che gli serve. I suoi sospetti si rivelano esatti: Donnie va con una prostituta che poi uccide e mutila. Dopo aver esaminato come fosse stato violato il corpo, Mulder sospetta che l'assassino covi un profondo odio verso le donne.

Donnie si sforza di confondersi nella comunità. Prende lavoro come postino e, mentre esegue il suo lavoro, ottiene la fiducia di Ellen Brumfield e della sua famiglia. Si iscrive ad un corso di mitologia presso un college, ma la sua attenzione viene attirata da una ragazza del corso che si siede in prima fila. Una sera nel parcheggio della scuola Donnie spinge la ragazza addosso alla macchina. Ma viene respinto con una ginocchiata all'inguine e quindi arrestato. Quella stessa notte, comunque, viene arrestato anche un altro sospetto con una fedina piena di infrazioni per aggressione. Mulder e Scully interrogano l'uomo nella sua cella ma si accorgono subito che non è colpevole. Donnie, che è nella cella accanto, prende nota del nome di Scully.

Infastidita dalla reazione che ha avuto nei riguardi del caso, Scully torna a Washington e cerca una spiegazione parlandone con Karen Kosseff, un membro del Programma per l'Assistenza degli Impiegati dell'FBI. Scully ammette di aver perso la fiducia e di sentirsi vulnerabile. Nel frattempo, vengono ritrovate delle impronte sul corpo della prostituta. Mulder e Bocks scoprono che appartengono a Donnie e si dirigono al suo appartamento. Setacciando l'abitazione scoprono un dito umano all'interno del congelatore.

Donnie comincia a seguire Scully dopo che è tornata a Minneapolis. Spinge la sua auto a noleggio fuori strada e la rapisce. La polizia riesce a localizzare la macchina. Mulder e Bocks cercano degli indizi ma non riescono a trovare nulla. Mulder comprende che il profilo psicologico di Donnie descrive la mente di un deviato che, come altri noti assassini prima di lui, è la personificazione del male.

Nel frattempo Scully viene portata nella residenza che prima apparteneva alla madre di Donnie, qua riesce a liberasi dalle corde e tenta di eludere il suo rapitore, ma Donnie, accortosi, la insegue, pistola alla mano. I due afferrano entrambi l'arma e, mentre Scully guarda la faccia di Donnie, vede il viso di un demone, la stessa orribile creatura che le era apparsa in sogno. Mulder e Bocks prendono d'assalto il covo di Donnie e finalmente riescono a liberare Scully e catturare Donnie.
- Altri interpreti: Nick Chinlund (Donald Pfaster), Robert Thurston (Jackson Toews), Bruce Weitz (Agente Moe Bocks), Christine Willes (Karen Kossoff), Deanna Milligan (Satin), Glynis Davies (Ellen), Tim Progosh (Mr. Fiebling), Dwight McFee (sospettato), Maggie O'Hara (giovane donna), Mark Saunders (Agente Busch), Clara Hunter (Coed), Denalda Williams (Marilyn), Kathleen Duborg (prostituta).

## La pelle del diavolo
- Titolo originale: Die Hand die Verletzt
- Diretto da: Kim Manners
- Scritto da: Glen Morgan e James Wong

### Trama
In una remota area boschiva del New Hampshire, un gruppo di adolescenti, due ragazzi e due ragazze localizzano un altare che credono sia usato per dei riti di Magia Nera. Uno dei giovani, un ragazzo di nome Dave Duran, per scherzo recita un incantesimo certo di riuscire a spaventare la sua ragazza. Ma lo scherzo riesce ad evocare una potente forza malefica. I ragazzi colti dal panico fuggono via dall'altare. Uno dei due ragazzi, Jerry Stevens, viene attaccato dalla forza demoniaca, il suo corpo profanato viene trovato da un cacciatore la mattina dopo. Convinto che l'omicidio sia da attribuire a qualche culto della stregoneria, lo sceriffo John Oakes chiede aiuto all'F.B.I.; Mulder e Scully esaminano il cadavere e si scopre che gli occhi e il cuore della vittima sono stati tolti. La sensazione di Mulder che il luogo abbia qualcosa di strano viene confermata quando cominciano a cadere rospi dal cielo, tuttavia Scully attribuisce lo strano evento ad un tornado nel Massachusetts settentrionale. Dopo una rapida indagine presso il Liceo Crowley, gli agenti scoprono che Duran ha preso in prestito un libro sulla stregoneria. Quando viene interrogato, Duran ammette spaventato che mai avrebbe pensato che quelle parole avrebbero realmente evocato il Diavolo. Allo stesso tempo, in una stanza accanto, quattro membri del PTC, il comitato genitori-insegnanti del liceo, parlano dell'omicidio nel bosco; rivelano di aver praticato una messa nera proprio quella notte senza aver mai incontrato i ragazzi. Parlano di una presenza ma non sono in grado di spiegare a cosa o a chi sia attribuita la morte di Jerry. Di fronte a Mulder e Scully i professori dichiarano che i ragazzi hanno praticato un rito occulto e che hanno agito sotto l'influenza di una setta. Scully attribuisce la paura della città ad un isterismo di massa. Mulder poi nota che l'acqua in questa città scende per gli scarichi in senso antiorario, contravvenendo alla Legge di Coriolis secondo la quale nell'emisfero settentrionale dovrebbe ruotare in senso orario. Crede che una potente forza sia al lavoro. In un'aula della scuola, visti i recenti avvenimenti la signora Phyllis Puddock, la nuova professoressa di scienze, esorta due studentesse a confidarsi con lei se ne sentissero il bisogno. Dopo la conversazione la professoressa apre un cassetto della cattedra nel quale si vedono un cuore e due occhi, apparentemente umani. Consultando l'archivio del preside del liceo, Mulder riscontra che molti studenti soffrono di depressione, mal di testa e inappetenza e chiede al preside se queste patologie possono essere associate alla sindrome dei ricordi repressi. Durante l'ora di scienze, una ragazza di quindici anni, Shannon Ausbury, comincia improvvisamente a strillare quando le viene chiesto di sezionare, come lavoro scolastico, l'embrione di un cinghiale. Gli agenti interrogano la ragazza che è in stato di shock. Shannon racconta loro di aver subito delle molestie sessuali da parte del patrigno, un ricordo quasi dimenticato. Ma racconta inoltre di essere stata messa incinta da amici dei suoi genitori per ben tre volte all'età di otto anni. I bambini vennero successivamente uccisi e sepolti in una cantina alla loro nascita. Afferma anche che Jim, il patrigno, ha ucciso sua sorella durante un sacrificio. Mulder e Scully sbalorditi dalle dichiarazioni decidono di interrogare i suoi genitori. Gli Ausbury affermano di aver perso una figlia, Teresa, a causa della morte nella culla ed assicurano gli agenti che la loro figlia non è mai rimasta incinta. Col segreto della città in pericolo la professoressa Paddock, un'adoratrice del diavolo, pone un incantesimo su Shannon attraverso il braccialetto che poco prima le aveva chiesto di levarsi. Poco dopo, Shannon si taglia i polsi e muore. I quattro membri del PTC si incontrano in segreto ma questi non sono dei normali cittadini; i loro genitori praticavano la Magia Nera. Preoccupati che le indagini della polizia e dell'FBI possano portare alla verità, comprendendo che Shannon può essere il capro espiatorio perfetto e imbastiscono una storia nella quale Shannon uccide Jerry per gelosia. Successivamente Jim Ausbury, disilluso dalla sua religione, disgustato dai membri del PTC e di aver mentito su sua figlia, dice la verità a Mulder: Shannon ed altri giovani sono stati costretti a partecipare a degli antichi rituali contro la loro volontà. Usando dei comandi post ipnotici, i ricordi dei rituali venivano cancellati. Dopo aver denunciato la cospirazione, Ausbury viene attaccato ed ingoiato da un gigantesco pitone evocato dalla signora Puddock. Gli agenti decidono di indagare in quella direzione. Ma quando arrivano alla scuola, i membri del PTC li prendono in ostaggio. Prima di riuscire a sacrificare gli agenti, un membro, improvvisamente viene posseduto e uccide gli altri componenti, prima di togliersi la vita a sua volta. Mulder e Scully, illesi, si liberano e, intuito che la forza maligna è rappresentata dalla Paddock, la cercano invano nelle aule del liceo e sembra essere sparita nel nulla. All'improvviso le luci si accendono e i due agenti leggono una frase sulla lavagna; "Addio, è stato bello lavorare con voi".
- Altri interpreti: Doug Abrahams (Paul Vitaris), Susan Blommaert (Phyllis Paddock), Dan Butler (Jim Ausbury), Heather McComb (Shannon Ausbury), P. Lynn Johnson (Deborah Brown), Shaun Johnson (Pete Calcagni), Travis MacDonald (Dave Duran), Michele Goodger (Barbara Ausbury), Larry Musser (Sceriffo John Oakes), Frank Czinege (Jerry Thomas), Laura Harris (Andrea).
- Note: la frase tedesca che dà il titolo all'episodio significa "La mano che ferisce". — Questo è l'ultimo episodio scritto da Glen Morgan e James Wong, che lasciarono la serie per dedicarsi al telefilm Space: Above and Beyond. Nell'ultima scena dell'episodio, quindi, la scritta sulla lavagna "Goodbye. It's been nice working with you" (t.l. "Addio. È stato bello lavorare con te/voi") assume un doppio significato.

## Misteri voodoo
- Titolo originale: Fresh Bones
- Diretto da: Rob Bowman
- Scritto da: Howard Gordon

### Trama
Nel Nord Carolina, Mulder e Scully indagano sulla morte di due Marines dislocati presso il centro di internamento governativo Folkstone per i rifugiati haitiani avvenuta in misteriosi incidenti. La morte dei Marines è stata classificata ufficialmente come suicidio, ma Robin McAlpin, la moglie di una delle vittime, crede diversamente. Il soldato semplice Jack McAlpin è morto dopo aver perso il controllo della propria vettura schiantandosi contro un albero. Gli agenti perlustrano la scena dell'incidente e scoprono una strana immagine dipinta sull'albero. La sig.ra McAlpin dice agli agenti che un Marine di nome Harry Dunham sospetta che gli assassinii siano dovuti ad una maledizione voodoo.

Mulder e Scully visitano l'accampamento sperando di trovare delle risposte. Mentre osservano le deplorevoli condizioni in cui si trovano i residenti, un giovane ragazzo haitiano, Chester, vende agli agenti un amuleto per tenere lontano gli spiriti maligni. Più tardi, gli agenti parlano col Colonnello Jacob Wharton, che dirige il campo. Questi conferma che da quando un giovane ragazzo haitiano è stato ucciso nel campo, le cose si sono fatte più difficili, egli incolpa della cosa Pierre Bauvais, un rivoluzionario tenuto in una cella d'isolamento. Bauvais in maniera criptica attribuisce la colpa delle morti al loco-miroir, un incrocio voodoo tra due mondi.

Scully ottiene il permesso di esaminare il cadavere di McAlpin, ma nell'obitorio del campo Scully ed un medico dei Marine rimangono spaventati quando scoprono che al posto di McAlpin si trova il cadavere di un cane. Più tardi, quella notte stessa, mentre Scully accompagna Mulder attraverso la pioggia, un uomo inzaccherato zoppica di fronte alla macchina. Gli agenti rimangono sorpresi quando guardandolo meglio si accorgono che è Jack McAlpin.

Un esame del sangue rivela la presenza di un veleno chiamato tetrodotossina nel corpo di McAlpin. Mulder ipotizza che qualcuno abbia iniettato il veleno al Marine, con l'intento di farlo sembrare morto. Questo conduce gli agenti alla tomba di Manuel Guttierez, il secondo Marine che si riteneva essersi suicidato, anche il suo corpo risulta assente. Il custode del cimitero spiega che regolarmente dei profanatori di tombe sottraggono i morti dalle loro tombe. Mulder intravede Chester nel cimitero. Il ragazzo spiega che raccoglie e vende le rane che Bauvais usa per le sue magie. Questo desta l'interesse di Scully, in quanto alcune specie di rane secernono una sostanza chimica simile alla tossina trovata nel corpo di McAlpin.

Mulder interroga Dunham. Egli afferma che Bauvais ha minacciato di prendere le anime di tutti i Marines, una ad una, a meno che la sua gente non venga rilasciata. Mulder va a parlare col colonnello Wharton circa delle dichiarazioni di maltrattamenti sui prigionieri, ma il Colonnello insiste che non c'è nessun ordine ufficiale di molestare i prigionieri. Wharton è convinto che Bauvais abbia detto agli agenti dei maltrattamenti illegali commissionati da lui nei confronti degli haitiani e per vendetta fa picchiare Bauvais brutalmente, provocandone la morte.

Gli agenti scoprono il cadavere di Dunham che galleggia in una vasca da bagno, del sangue esce da una ferita di pugnale. Scoprono inoltre McAlpin li vicino con un pugnale in pugno. Sospettando che Bauvais possa essere in qualche modo implicato, gli agenti chiedono a Wharton il permesso di parlare con lui. Wharton afferma che Bauvais si è ucciso tagliandosi i polsi con una molla del letto. Il tutto diventa ancora più strano quando Robin McAlpin dà agli agenti una fotografia che Dunham ha voluto venisse loro data nel caso fosse morto. La foto mostra Wharton impegnato in una cerimonia voodoo assieme a Bauvais.

Mulder e Scully corrono al cimitero dopo che sono venuti a sapere che Wharton intende rubare l'anima di Bauvais. Mentre Mulder cade vittima di una magia di Wharton, Bauvais risorge dalla morte, vendicando la sua morte uccidendo a sua volta Wharton. Scully, nel frattempo, respinge un attacco usando l'amuleto speciale che Chester aveva venduto a Mulder.

Finalmente arriva l'ordine di rimpatriare i rifugiati nella loro terra e quando leggono la lista dei detenuti si accorgono che manca il nome di Chester Bonaparte, con loro somma meraviglia apprendono che era proprio quello il ragazzino morto sei settimane prima durante le sommosse.
- Altri interpreti: Steven Williams (Mister X), Kevin Conway (Soldato Jack McAlpin), Katya Gardener (Robin McAlpin), Roger R. Cross (Soldato Kittell), Peter Kelamis (Tenente Foyle), Adrien Malebranche (uomo magro), Bruce A. Young (Pierre Bauvais), Daniel Benzali (Colonnello Jacob Wharton), Jamil Walker Smith (Chester Bonaparte), Callum Keith Rennie (Custode), Matt Hill (Soldato Harry Dunham).
- Note: la frase in lingua creola che il Colonnello Wharton pronuncia durante la cerimonia voodoo verso la fine dell'episodio può essere tradotta con "Ai Santi, alla luna, alle stelle".

## L'invasione dei cloni
- Titolo originale: Colony
- Diretto da: Nick Marck
- Scritto da: Chris Carter e David Duchovny (soggetto); Chris Carter (sceneggiatura)

### Trama
L'agente Mulder, incosciente e in grave stato di ipotermia, viene trasportato tramite elicottero in una base in Alaska. Scully corre in aiuto del suo partner, e si scontra subito con i medici del luogo. Quando il cuore di Mulder si ferma, insiste affinché venga tolto dalla vasca di acqua calda perché il freddo è l'unica cosa che può tenerlo in vita. Con i dottori chiusi a chiave in una stanza, la sequenza di eventi che hanno portato Mulder in quelle condizioni viene spiegata...

Una nave da ricerca che naviga nel Circolo Artico incontra quello che sembra essere un UFO precipitato nel Mare di Beaufort. Ma le notizie dei media riportano che l'astronave era, in realtà, un aereo russo. Il pilota di quell'aereo, un cacciatore di taglie, scompare, e più tardi cominciano gli assassinii di dottori di cliniche di aborto in giro per gli Stati Uniti, lasciando al fuoco il compito di coprire il crimine. Mulder scopre che i dottori, sebbene non abbiano legami di nascita, sono identici. Il mistero si infittisce quando si scoprono dei corpi di ufficiali mai ricoverati all'interno delle cliniche bruciate.

Gli agenti scoprono le prove che l'assassino ha pubblicato annunci nei giornali locali per riuscire a rintracciare gli obiettivi. Comprendono che la prossima vittima è un dottore di Syracuse. Mulder avverte l'agente Weiss di proteggere il dottore finché non arriva sul luogo. Ma Weiss scopre il cacciatore di taglie sopra il cadavere del dottore (che si sta dissolvendo lentamente, come se fosse stato cosparso di acido). Weiss apre il fuoco sul cacciatore, ma le sue pallottole si rivelano inefficaci. Quando Mulder e Scully arrivano a Syracuse, Weiss dice loro che non c'è traccia del dottore. Gli agenti non sanno che il cacciatore di taglie è in grado trasformarsi in diverse forme, cosa che gli ha permesso di assumere l'identità di Weiss. Quando Mulder ritorna a Washington per incontrare Skinner, viene a sapere che Weiss è stato ucciso.

Un agente della CIA di nome Ambrose Chapel avvicina Mulder e Scully. Afferma che durante la guerra fredda gli scienziati sovietici hanno scoperto come clonare il DNA. Hanno posizionato dei cloni in posizioni strategiche negli ambulatori americani, sperando di sabotare il sistema immunitario del paese in caso di guerra. Chapel crede che esista un accordo segreto che ha spedito il cacciatore di taglie ad eliminare i cloni in cambio della soppressione dell'esistenza del programma. I cloni, sospetta Chapel, tentavano di contattare gli agenti, sperando di riuscire a smascherare il programma.

Mulder vola a casa quando riceve la notizia di un'emergenza familiare, perdendo contatto con Scully nel caso. Quando arriva, è sorpreso dallo scoprire sua sorella Samantha, rapita da un UFO da bambina, in compagnia dei suoi genitori.

Samantha dice a Mulder che dopo il suo rapimento è stata messa nelle mani di visitatori di un altro pianeta, ed allora ha dimenticato chi fosse la sua vera famiglia. Usando una terapia ipnotica è riuscita a riscoprire i ricordi sepolti e a localizzare la sua famiglia. Domanda a Mulder di aiutarla a fermare il cacciatore di taglie prima che uccida suo padre adottivo.

Scully scopre altri cloni nascosti in un edificio industriale. Li mette in massima custodia protettiva. Tuttavia il cacciatore, assumendo le sembianze del capitano di polizia che li aveva sotto custodia, riesce ad entrare nelle loro celle, dove erano detenuti. Mulder finalmente localizza Scully ed entra nella sua camera d'albergo, nello stesso tempo il vero Mulder la chiama al telefono per sapere come sta e dove si trova. Scully, quindi, comprende che l'uomo che sta dinanzi nella sua camera non è il vero Mulder.
- Altri interpreti: Mitch Pileggi (Walter Skinner), Peter Donat (William Mulder), Rebecca Toolan (Mrs. Mulder), Megan Leitch (Samantha Mulder), Bonnie Hay (Medico da campo), Brian Thompson (Pilota), David L. Gordon (Agente FBI), Andrew Johnston (Agente Barrett Weiss), Tim Henry (Agente Federale), Michael McDonald (Poliziotto militare), Capper McIntyre (Carcerato), James Leard (Sergente Al Dixon), Linden Banks (Reverendo Calvin Sistrunk), Kim Restell (Giornalista), Richard Sargent (Capitano), Michael Rogers (Primo membro dell'equipaggio), Oliver Becker (Secondo dottore), Dana Gladstone (Dott. Landon Prince), Tom Butler (Agente CIA Ambrose Chapel).
- Note: il nome dell'agente della CIA, Ambrose Chapel, è un chiaro riferimento al film L'uomo che sapeva troppo (1956) di Alfred Hitchcock.

## L'ultimo alieno
- Titolo originale: End Game
- Diretto da: Rob Bowman
- Scritto da: Frank Spotnitz

### Trama
Nelle profondità delle acque del Mare di Beaufort nel Circolo Artico, un marinaio a bordo di un sottomarino analizza le letture del sonar che indicano che un enorme vascello non identificato sta galleggiando li vicino. Il capitano del sottomarino riceve l'ordine di distruggere il vascello senza ulteriori indagini. Prima che i siluri possano essere lanciati, comunque, una potente onda d'urto disabilita i reattori del sottomarino.

Nel frattempo, una confusa Scully riceve una telefonata da Mulder mentre, nello stesso tempo, un uomo che appare essere Mulder (il cacciatore di taglie alieno dall'episodio precedente) compare nella sua stanza. Il doppione riesce a sopraffare Scully, e le chiede dove può trovare Mulder. Quando Scully rifiuta di cooperare, il doppione la scaraventa attraverso la stanza.

Il vero Mulder e sua sorella, Samantha, arrivano al motel poco tempo dopo ma Scully è stata ormai portata via, i segni di lotta sono evidenti. Samantha dice a Mulder che il cacciatore di taglie è interessato a lei, non a Scully. Samantha spiega che il solo modo in cui è possibile uccidere il cacciatore di taglie è forare la base del suo cranio. Avverte, comunque, che il suo sangue è tossico, e una sola esposizione è letale.

Samantha assicura suo fratello che il cacciatore di taglie li contatterà. Mentre attendono, Samantha spiega che gli alieni hanno tentato di stabilire una colonia sulla Terra fin dai lontani anni '40. Ma i loro esperimenti di clonazione non sono stati approvati, ed altri della loro razza li considerano una diluizione della specie, hanno mandato quindi un cacciatore di taglie per terminare la colonia.

Scully, minacciata con una pistola, telefona a Mulder e si accorda per un appuntamento su un ponte. Mulder informa Skinner della situazione, ed un tiratore scelto dell'FBI viene posizionato li vicino. Lo scambio viene effettuato ed il cacciatore di taglie conduce Samantha verso un furgone che li attende. Improvvisamente, la pallottola del cecchino esplode. Il cacciatore di taglie viene colpito al collo. Cade dal ponte, ancora aggrappato a Samantha. I due cadono nelle ghiacciate acque sottostanti.

Mulder riferisce la notizia dell'apparente morte della sorella a suo padre. Il sig. Mulder gli dà una busta, che Samantha gli aveva lasciato nel caso le fosse successo qualcosa. Mulder la apre e trova al suo interno una chiave elettronica ed un indirizzo interno. Mulder va all'indirizzo, che risulta essere una clinica per aborti. All'interno, Mulder rimane sorpreso nel trovare altri cloni alieni che assomigliano a sua sorella. Improvvisamente, il cacciatore di taglie appare e colpisce Mulder rendendolo incosciente. Un fuoco avvampa nell'edificio, ma Mulder è salvato dai pompieri.

Mulder contatta Mister X il quale gli confida che tutti i cloni, salvo l'originale "Samantha" sono stati uccisi nel fuoco. Ammette inoltre che il cacciatore di taglie è all'interno di un vascello sotto il Mare di Beaufort. Nel frattempo, alcuni patologi dicono a Scully che uno strano retrovirus è stato trovato nel sangue dell'agente Weiss è che viene inibito dall'estremo freddo. Questo conduce Scully a concludere che il cacciatore di taglie abbia potuto sopravvivere alla caduta nel fiume ghiacciato.

Mulder va di nascosto in Alaska da solo. Trova lì la torre del sottomarino sporgere dal ghiaccio. All'interno, incontra il cacciatore di taglie. Durante una colluttazione il cacciatore di taglie sanguina una fanghiglia verde sopra Mulder. Mulder viene spinto fuori dal sottomarino, e poco dopo il vascello comincia ad inabissarsi sotto il ghiaccio. Il corpo di Mulder viene portato di corsa presso un ospedale militare. Scully arriva sul luogo; comprendendo che Mulder è stato infettato col retrovirus alieno, convince i medici ad abbassare la temperatura del corpo di Mulder per contrattaccare il virus. I suoi sforzi riescono e la vita di Mulder è salva.
- Altri interpreti: Mitch Pileggi (Walter Skinner), Peter Donat (William Mulder), Megan Leitch (Samantha Mulder), Colin Cunningham (Tenente Terry Wilmer), Bonnie Hay (Medico da campo), Steven Williams (Mister X), Brian Thompson (Pilota), Garry Davey (Capitano), Andrew Johnston (Agente Weiss), Allan Lysell (Giardiniere), J.B. Bivens (Tiratore scelto), Oliver Becker (Secondo dottore), Beatrice Zeilinger (Paramedico).
- Note: questo è il primo episodio scritto da Frank Spotnitz.

## Voli nella luce
- Titolo originale: Fearful Symmetry
- Diretto da: James Whitmore, Jr.
- Scritto da: Steve De Jarnat

### Trama
Una potente forza invisibile scuote le oscure e deserte strade di Fairfield, Idaho. Due custodi guardano con orrore il modo in cui la forza distrugge una lastra di vetro per finestre e poi riduce in mille pezzi una macchina, in seguito, la stessa forza colpisce un operaio delle costruzioni e lo uccide in mezzo a una strada pubblica. Improvvisamente, un elefante indiano alto dieci piedi si materializza, la sua corsa prosegue fino a quando, finalmente, crolla esausto e si posa a terra. Mentre i membri della comunità guardano, rattristati, l'elefante morire.
Mulder e Scully investigano sull'incidente. Mulder crede che la forza invisibile e l'elefante, il cui nome è Ganesha, siano in qualche modo collegati. Ed Meecham, un operaio dello zoo di Fairfield, dice agli agenti che la gabbia dell'animale è tuttora chiusa a chiave. Su suggerimento di Meecham gli agenti interrogano Willa Ambrose, una naturalista assunta dal direttivo dello zoo. Ambrose spiega di essere stata assunta per ridisegnare le celle dello zoo in modo da renderle più confortevoli ed afferma che Meecham è della "vecchia scuola" e quindi risente il fatto di avere una donna al comando. Mulder e Scully intervistano Kyle Lang, un attivista del diritto animale e membro della Wild Again Organization, che crede che Ganesha sia stata trattata in una maniera inumana da Meecham. Ma è solo sprezzante nei confronti di Ambrose, che afferma stia tentando di guadagnare custodia di un gorilla così da poterlo tenere in una gabbia dello zoo.
Credendo che i membri della W.A.O. siano i responsabili della fuga dell'elefante, Scully si apposta fuori dallo zoo, mentre Mulder contatta i suoi amici, i Pistoleri Solitari. La stessa notte, un membro della W.A.O. striscia nello zoo con una macchina fotografica per la visione notturna. Gli animali cominciano a spaventarsi. Mentre il ragazzo sta filmando quello che avviene allo zoo si vede una fortissima luce e la tigre, che prima era nella gabbia, non si vede più. A questo punto una forza invisibile investe il ragazzo, facendolo a pezzi. Mulder si convince che qualche forza invisibile sia la responsabile della morte del ragazzo. Viene incuriosito dal fatto che nessun animale tenuto nello zoo si possa riprodurre. Scully compie un'autopsia sull'elefante, e scopre che era incinta. Ambrose assicura che l'animale non avrebbe potuto dare alla luce un piccolo senza che lei non lo sapesse. Poco dopo, la tigre mancante riappare su un edificio. Gli agenti, Ambrose e Meecham tentano di catturare l'animale, ma quando la tigre attacca Ambrose, Meecham l'uccide.
Mulder parla ad Ambrose di una teoria che coinvolge degli alieni che ingravidano gli animali dello zoo per qualche ignota ragione. Usando il linguaggio dei segni, Ambrose interroga Sophie, il suo gorilla; questi afferma di aver paura della "luce". Nel frattempo, il direttivo dello zoo, in uno sforzo per tagliare le spese, elimina il lavoro di Ambrose. Sophie viene preparata per essere ricondotta nella regione selvaggia da cui proviene malgrado le obiezioni di Ambrose che afferma che il gorilla sarà ucciso da bracconieri.
Kyle ritorna una sera allo zoo cercando Willa. Invece trova la gabbia di Sophie vuota. Improvvisamente, la grande gabbia crolla su Kile, uccidendolo. Scully scopre le prove che Kyle è stato assassinato con un pungolo per bovini. Arresta Ambrose per la sua morte. Ambrose ammette di essersi incontrata con Ed Meecham per trasportare Sophie presso una fabbrica abbandonata.
Quando Mulder arriva alla fabbrica, trova Sophie in preda ad un'ira incontrollabile. Lui e Meecham tentano di tranquillizzare l'animale, ma improvvisamente Meecham corre via, lasciando Mulder solo col gorilla. Sophie scatta fuori dall'oscurità e attacca Mulder. Mulder perde conoscenza, l'animale scompare in un bagliore accecante di luce. Più tardi, il corpo morto di Sophie viene scoperto su una banchina. Ambrose piange mentre abbraccia l'animale. Lei e Meecham verranno poi arrestati.
- Altri interpreti: Mitch Pileggi (Walter Skinner), Charles Andre (Ray Floyd), Jayne Atkinson (Willa Ambrose), Tom Braidwood (Frohike), Bruce Harwood (Byers), Dean Haglund (Langly), Lance Guest (Kyle Lang), Jack Rader (Ed Meecham), Garvin Cross (bambino dai capelli rossi), Tom Glass (camionista), Jody St. Michael (Sophie).

## Calma irreale
- Titolo originale: Død Kalm
- Diretto da: Rob Bowman
- Scritto da: Howard Gordon

### Trama
Mulder riceve alcune informazioni su un cacciatorpediniere della Marina, la U.S.S. Ardent, le quali riportano che la nave è scomparsa nelle acque del Nord Atlantico. Diciotto sopravvissuti sono stati tratti in salvo da un motopeschereccio canadese, ma uno solo, il tenente Richard Harper, è rimasto in vita dopo il misterioso incidente. Harper è ricoverato all'Ospedale Navale di Bethesda nel Maryland dove è messo sotto scorta di sicurezza. Scully riesce ad avere accesso alla stanza di Harper. È sorpresa nello scoprire di come Harper, che ha ventotto anni, abbia invece l'aspetto di un uomo anziano. Mulder non è sorpreso quando ascolta questa notizia. Racconta a Scully dell'Esperimento Philadelphia, un progetto segreto della Seconda Guerra Mondiale nel quale il governo degli Stati Uniti tentò di rendere le navi da guerra invisibili ai radar. Non molto più tardi, la U.S.S. Eldridge scomparve dall'Arsenale di Philadelphia solo per riapparire qualche minuto dopo, distante centinaia di miglia a Norfolk, Virginia. Egli crede che questi eventi siano collegati all'Incidente di Roswell. Ipotizza che i fisici del governo possano aver provato a manipolare dei tunnel temporali sulla terra.
Gli agenti si recano in Norvegia in cerca di risposte. Incontrano Henry Trondheim, il capitano del motopeschereccio chiamato Zeal. Trondheim racconta di una pietra leggendaria che Greenlanders crede sia un dio malvagio. Mulder e Scully chiedono a Trondheim di portarli attraverso le acque pericolose e la nebbia fitta. Malgrado i migliori sforzi di Trondheim, la sua nave si scontra con la Ardent. Gli agenti, accompagnati da Trondheim ed il suo primo ufficiale, Halvorsen, salgono a bordo della Ardent e scoprono cadaveri ricoperti di una strana sostanza. Improvvisamente, il suono di un motore riempie l'aria. I quattro corrono sul ponte della nave, solo in tempo per vedere lo Zeal sparire nella nebbia. Si rendono conto di essere senza mezzi di trasporto per tornare indietro. L'urlo di un uomo spezza la quiete spettrale. Mulder, Scully e Trodheim corrono nel refettorio della nave, dove trovano il cadavere di Halvorsen. Altri suoni provenienti dalla cambusa li conducono ad un vecchio esitante, il capitano Phillip Barclay, che racconta di come la sua nave si sia imbattuta in una strana luce che ha fermato il tempo. Poco dopo, Barclay muore. Un uomo di nome Olafssen, un baleniere di frodo e ricercato criminale, si lancia all'improvviso contro Trondheim, Mulder impugna la sua pistola ed ordina ad Olafssen di fermarsi. Segue una lotta tra Trondheim e Olafssen, ma Mulder convince Trondheim che Olafssen, dal momento che non è invecchiato, possa avere in mano alcuni indizi sul mistero. Il diario di bordo della Ardent descrive come quattro marinai norvegesi siano stati salvati dopo l'affondamento della loro nave. Questo induce Trondheim a sospettare che gli uomini di Olafssen abbiano rubato la sua barca e lasciato lì il loro capo. Poco dopo, Scully, Mulder e Trondheim iniziano ad invecchiare rapidamente.
Scully sviluppa una teoria riguardo all'improvviso invecchiamento; se la nave è stata esposta a una massiva sorgente metallica, come un meteorite, la risultante energia elettromagnetica può far agitare i radicali liberi, gli elementi sospettati di causare il processo di invecchiamento. Gli agenti sospettano che bere acqua non salata dalle taniche della nave sia la sorgente dell'invecchiamento. Se Olafssen avesse bevuto acqua proveniente dalle acque di scolo, che non viene dal mare, questo lo avrebbe protetto dal contagio. Mentre gli agenti sono lontani, Olafssen dice a Trondheim che bere dalle acque di scolo salverà le loro vite. Trondheim uccide Olafssen ed inizia a bere dalla vaschetta del gabinetto. Mentre il livello dell'acqua riciclata scende rapidamente, la tensione inizia ad aumentare. Trondheim si chiude a chiave nei contenitori delle acque di scarico della nave e fa raccogliere tutta l'acqua in una singola tanica. Senza acqua da bere, Scully improvvisa mescolando succo di sardina, tiglio, e acqua ricavata da pezzi di ghiaccio. Prima che uno dei due possa consumare la preziosa bevanda, lo scafo esterno della nave si lascia andare e la nave si allaga, facendo cadere il prezioso contenuto acqueo che aveva ricavato. Trondheim viene sormontato dall'acqua e affoga. Scully e Mulder vengono salvati da un elicottero, e i medici sono in grado di curarli, grazie anche agli appunti che Scully aveva scritto da quando erano saliti a bordo.
- Altri interpreti: Mitch Pileggi (Walter Skinner), Mar Anderson (Halverson), Dimitry Chepovetsky (Tenente Richard Harper), David Cubitt (Capitano Barclay), Stephen Dimopoulos (Ionesco), Vladimir Kulich (Olafsson), John McConnach (marinaio), Bob Metcalfe (infermiera), Claire Riley (Burke), John Savage (Henry Trondheim).

## Strane ferite
- Titolo italiano alternativo: La sirena delle Figi
- Titolo originale: Humbug
- Diretto da: Kim Manners
- Scritto da: Darin Morgan

### Trama
Mulder parla a Scully di una serie di attacchi identici avvenuti nell'arco di ventotto anni in quasi tutti gli Stati Uniti. Uno dei più recenti coinvolge Gerald Glazebrook, un uomo che si faceva chiamare l'"Uomo Alligatore" nelle sagre di paese e nei circhi. Gli agenti vanno a Gibsonton, Florida, dove partecipano al funerale di Glazebrook. Presto comprendono che la maggior parte degli abitanti della città soffre di deformità fisiche, e che la maggior parte lavora nel campo delle attrazioni di un circo. Quando Mulder si interessa ad un disegno su un menu, lo Sceriffo Hamilton dirige gli agenti da Hepcat Helm, che lavora e disegna oggetti per le case del divertimento delle sagre. Hepcat spiega che il disegno sul menù rappresenta La Sirena Delle Figi, un'attrazione che P.T. Barnum ha definito come "una contraffazione genuina" perché non imbrogliava nessuno. Mulder ipotizza che la Sirena Delle Figi potrebbe, infatti, essere vera.

Gli agenti prendono alloggio presso un locale parcheggio per roulotte diretto da una piccola persona chiamata Sig. Nutt. Lanny, un gemello Siamese, aiuta gli agenti con i loro bagagli. Più tardi quella notte, mentre lavora solo nella sua officina, Hepcat viene assassinato da una strana creatura. Un esame preliminare del corpo di Hepcat produce più domande che risposte.

Più tardi, gli agenti parlano con il Dott. Blockhead, che afferma di avere addestrato il suo corpo ad accettare il dolore. Dà prova delle sue abilità piantandosi un chiodo nella narice. Mulder aiuta Blockhead a togliere il chiodo con un paio di pinze. Prima di andarsene gli agenti si scontrano con l'"Enigmista", un uomo che mangia animali vivi e qualsiasi altra cosa che riesca a mettere in bocca. Blockhead descrive il suo amico come un "geek". Mulder tiene il chiodo estratto dal naso di Blockhead ed analizza il sangue, sperando che sia lo stesso ritrovato nell'officina di Hepcat Helm. Il campione di sangue combacia: entrambi sono 0 positivo.

Mulder dice a Scully di avere fatto dei controlli sul passato degli abitanti della città. Una scoperta molto interessante rivela che lo Sceriffo Hamilton una volta era conosciuto come "Jim Jim", il ragazzo dalla faccia di cane. Ma dopo avere osservato Hamilton, gli agenti concludono che non costituisce un sospetto.

Poco dopo, il Sig. Nutt diviene l'ultima vittima dell'assassino. Gli agenti concludono che l'assassino è così piccolo fisicamente da poter passare per la porta del cane della roulotte di Nutt. Quando un Lanny ubriaco viene a sapere della morte di Nutt, va su tutte le furie. Arrestato da Hamilton, viene rinchiuso in una cella.

Gli agenti avvicinano Dott. Blockhead per un ulteriore interrogatorio. Ma Blockhead, un mago e un artista delle evasioni, li elude facilmente. Lo Sceriffo Hamilton riesce a fermare Blockhead trattenendolo per un amo che fora la sua pelle. Quando gli agenti, Hamilton, e Blockhead arrivano alla prigione, notano che Lanny sta soffrendo. Scully comprende che il fratello gemello di Lanny, Leonard, è in grado di estrarsi dal corpo del fratello. Lanny ammette che Leonard sta cercando un altro fratello con cui possa ricongiungersi. Gli agenti seguono le tracce di Leonard nella casa del divertimento, ma i loro sforzi per catturarlo risultano inutili.

Più tardi, Blockhead si lamenta che a causa dei progressi compiuti dall'ingegneria genetica, di persone con anormalità fisiche non ce ne saranno più. Ognuno in futuro, teme, somiglierà a Mulder. Il Dott. Blockhead e l'"Enigmista", che soffre di gonfiore di stomaco, fanno le valigie e si preparano a lasciare la città. Mentre il loro veicolo si immette sulla strada, Mulder e Scully comprendono che l'"Enigmista" potrebbe avere mangiato Leonard.
- Altri interpreti: Jim Rose (Dott. Blockhead), Wayne Grace (Sceriffo Hamilton), Michael Anderson (Sig. Nutt), Enigma (L'Enigmista), Vincent Schiavelli (Lanny), Alex Diakun (Curatore), John Payne (Jerald Glazebrook), Gordon Tipple (Hepcat Helm), Alvin Law (Il Reverendo), Blair Slater (Robert Glazebrook - il figlio più vecchio).
- Note: l'episodio è ricco di citazioni cinefile, è un omaggio al circo di Barnum e al film Freaks di Tod Browning.

## Il gemello dannato
- Titolo originale: The Calusari
- Diretto da: Michael Vejar
- Scritto da: Sara B. Charno

### Trama
Mulder e Scully indagano sulla morte di Teddy Holvey, un bambino di due anni, che è stato investito da un trenino mentre dava la caccia ad un palloncino di elio in un luna park. Le fotografie dell'incidente vengono analizzate nel laboratorio dell'FBI; le foto rivelano una strana forma amorfa, non visibile a occhio nudo, che sembra tirare il pallone nella direzione del treno. Queste informazioni conducono Mulder a ipotizzare che un poltergeist sia in qualche modo responsabile.
Gli agenti si recano ad Arlington, in Virginia, ad intervistare Steve e Maggie Holvey. Là, l'interesse di Mulder viene attirato da un gammadion, un simbolo che assomiglia a una svastica inversa. Mentre gli agenti interrogano gli Holvey, un'anziana donna rumena, Golda, entra nella stanza col loro figlio Charlie, un bambino di otto anni. Golda afferma che Charlie è malvagio e che è responsabile della morte di Teddy. Ma Scully crede che Charlie e Teddy siano le vittime della sindrome di Munchausen, nella quale un tutore provoca dei danni ad un bambino per indurre dei sintomi medici.
Poco dopo, Steve viene ucciso in uno stupido incidente dopo che la sua cravatta è rimasta impigliata nel congegno di apertura del garage. Mentre ispezionano la scena, gli agenti scoprono una strana cenere intorno al cadavere di Steve. La sostanza, chiamata Vibuti, è una cenere sacra prodotta dalla presenza di esseri spirituali.
Alcuni uomini rumeni, conosciuti come Calusari, tengono una misteriosa cerimonia religiosa che coinvolge galli morti nella stanza di Golda. Vengono interrotti quando Charlie viene preso. Poco dopo, Golda viene attaccata e uccisa da due galli vivi. Mulder sospetta che Golda e i Calusari cercavano di evitare che il maligno entrasse nella casa. Charlie viene trasportato al St. Matthew's Hospital per osservazioni. Un assistente sociale, Karen Kosseff, domanda al ragazzo dell'assassinio di Golda. Charlie afferma che Golda è stata uccisa dal fantasma di Michael, il suo gemello nato morto. Ma Maggie afferma con decisione che al bambino non è mai stato detto nulla di suo fratello.

Lo spettro di Michael appare nell'ospedale ed attacca un'infermiera. Fingendo di essere Charlie, Michael inganna Maggie convincendola a dimetterlo dall'ospedale. Gli agenti scoprono la verità circa lo spirito di Michael. Mentre Mulder supervisiona un esorcismo dei Calusari sopra il corpo di Charlie, Scully corre alla residenza dei Holvey. All'interno, si trova faccia a faccia con Michael, il quale ha un coltello in mano. Quando l'esorcismo all'ospedale raggiunge il suo culmine, il fantasma di Michael improvvisamente scompare, lasciando solo una traccia di cenere. Il capo dei Calusari avverte Mulder e Scully che il Maligno ora conosce chi sono.
- Altri interpreti: Joel Palmer (Charlie/Michael Holvey), Lilyan Chauvin (Golda), Helene Clarkson (Maggie Holvey), Bill Dow (Dott. Charles Burk), Kay E. Kuter (Il capo dei Calusari), Ric Reid (Steve Holvey), Olever e Jeremy Isaac Wildsmith (Teddy Holvey), Christine Willes (Agente Karen E. Kosseff), Jacqueline Dandeneau (Infermiera Castor), Bill Croft (Calusari numero 2), Campbell Lane (Calusari numero 3), George Josef (Calusari numero 4).

## L'insetto assassino
- Titolo originale: F. Emasculata
- Diretto da: Rob Bowman
- Scritto da: Chris Carter e Howard Gordon

### Trama
Bobby Torence, un prigioniero della Struttura Correttiva Statale di Cumberland in Virginia, riceve un misterioso pacco contenente la zampa di un maiale. Poco dopo essere stato esposto all'oggetto, Bobby presenta molte prominenze simili a bubboni sulla faccia e sul collo. Viene, quindi, trasferito nell'infermeria della prigione, dove due medici, Auerbach ed Osborne, si occupano delle sue lesioni. La cella di Booby viene pulita più tardi da due altri carcerati, Paul e Steve, che comprendono che il carrello della lavanderia gli offrirà un'ottima opportunità per evadere.
L'FBI assegna Mulder e Scully al caso, per aiutare la polizia locale nella cattura degli evasi. Ma gli agenti rimangono confusi sul perché il Bureau sia interessato al caso. I sospetti di Scully vengono destati quando il Dott. Osborne afferma di essere stato mandato presso il carcere dal Centro per il Controllo delle Malattie Infettive, egli spiega che una misteriosa malattia, simile all'influenza, abbia già ucciso ben dieci prigionieri, e che quelli scappati possono essere dei corrieri per la malattia. Scully nota che i corpi dei prigionieri morti devono essere marchiati per essere cremati, apre allora la sacca di uno di essi per ispezionare meglio la salma e mentre guarda, inorridita, una pustola su un cadavere, il dott. Osborne l'afferra per un braccio. A questo punto la pustola scoppia improvvisamente, spruzzando Osborne con un fluido bianco.
Nel frattempo, Paul e Steve uccidono un uomo e rubano il suo camper. A una stazione di benzina, Paul chiama la sua fidanzata, Elizabeth, informandola della sua libertà. Angelo, un commesso della stazione di benzina, trova Steve piegato a metà dal dolore all'interno di un bagno. Paul mette Angelo ko con un cerchione e scappa assieme a Steve. Mulder e i membri dell'ufficio degli U.S. Mashall trovano il corpo incosciente di Angelo sul posto. Mulder rintraccia l'ultima chiamata fatta dal telefono pubblico della stazione di benzina all'indirizzo di Elizabeth.
Gli evasi si dirigono verso la casa di Elizabeth, ma le condizioni di Steve peggiorano. Senza alcun avvertimento una pustola di Steve si apre, spruzzando Elizabeth con il pus. Mulder ed i marescialli assaltano la casa di Elizabeth, ma arrivano troppo tardi. Steve è già morto, e Paul non viene trovato. Arrestano soltanto Elizabeth che viene posta in quarantena.
Scully, intanto, rintraccia chi ha spedito il pacco a Bobby Torrence: una compagnia chiamata Pinck Pharmaceutical. Mentre esamina il cadavere di Bobby, Scully estrae lo snello e duro carapace di un insetto morto da una bolla aperta. Osborne, che è vicino alla morte, dice a Scully che non lavora per il CDC, ma per la Pinck Pharmaceutical. Spiega come la compagnia finanzi regolarmente l'esplorazione di foreste pluviali delle potenziali applicazioni della medicina. Un entomologo del campo ha spedito al laboratorio un campione di un insetto, Faciophagia Emasculata, che è un naturale parassita ed attacca l'HIV. Ora la compagnia, e il governo stanno cercando di coprire il fatto che i prigionieri sono stati usati come cavie per gli esperimenti della Pinck Pharmaceutical.
Aiutato dalle informazioni fornite da Elizabeth, Mulder ritrova Paul presso una stazione degli autobus. Comprendendo che Paul è la sola persona restante che può testimoniare contro il governo e la Pinck Pharmaceutical, Mulder prova a prenderlo vivo. Ma la pallottola di un cecchino sibila, uccidendo Paul.
- Altri interpreti: William B. Davis (L'Uomo che Fuma), John Pyper-Ferguson (Paul), Dean Norris (U.S. Marshal Tapia), Morris Panych (Dott. Simon Auerbach), Mitch Pileggi (Walter S. Skinner), Charles Martin Smith (Dott. Osbourne), John Tench (Steve), Angelo Vacco (Angelo Garza), Lynda Boyd (Elizabeth), Alvin Sanders (Autista dell'autobus), Kim Kondrashoff (Bobby Torrence), Chilton Crane (Madre alla stazione degli autobus), Bill Rowat (Dott. Torrence), Jude Zachary (Winston).

## Luci diffuse
- Titolo originale: Soft light
- Diretto da: James Contner
- Scritto da: Vince Gilligan

### Trama
Gli agenti Mulder e Scully vengono chiamati presso un albergo di Richmond, Virginia, dalla detective Kelly Ryan, una delle ex-alunne di Scully all'accademia. Ryan, che lavora al suo primo caso, viene messa in difficoltà dalla scomparsa di alcune persone. L'ultima vittima in ordine di tempo, Patrick Newirth, è svanita dalla sua stanza d'albergo. Il solo indizio sulla sua presenza è una misteriosa bruciatura nel tappeto sotto la porta della sua stanza. Mulder osserva che una lampadina nella stanza è stata svitata dalla sede, la spolvera per prenderne le impronte digitali.
Gli agenti si recano presso la residenza di una seconda vittima. Là scoprono un'altra lampadina allentata ed un'altra bruciatura. Fra gli oggetti trovati nella spazzatura della vittima c'è un biglietto del treno. Gli agenti comprendono che tutte e tre le vittime sono passate per la stazione dei treni di Richmond prima della loro morte ed inviano alcuni poliziotti per sorvegliarne il posto. Qua una pattuglia tenta di fermare un uomo, Chester Ray Banton, per interrogarlo, ma Banton fugge via. Intrappolato in due zone di luce brillante, Banton avverte gli ufficiali di stare indietro. Quando gli ufficiali mettono i piedi sulle sue ombre, vaporizzano in un impetuoso scoppio di luce.
Mulder e Scully visionano il videotape registrato dal sistema di sicurezza della stazione dei treni, qua scoprono che Banton è stato seduto per giorni alla stazione dei treni fissando il pavimento. Da uno stemma sul suo abbigliamento capiscono che lavora presso una compagnia chiamata Polarity Magnetics, dove il Dott. Davey fa fare agli agenti un giro dell'impianto. Davey spiega che Banton, uno scienziato, ha compiuto delle ricerche sulla materia oscura come particelle quantiche, quark e neutrini. Un giorno, secondo Davey, Banton è rimasto intrappolato all'interno di una stanza dell'acceleratore di particelle ed è stato esposto a un massiccio quantitativo di energia, che ha letteralmente impresso la sua ombra in un muro.
Mulder riguarda il nastro della sicurezza e nota che Banton sedeva in un'area dove l'illuminazione artificiale non gettava alcuna ombra. Poco dopo, gli agenti incontrano Banton alla stazione. Di nuovo, li avverte di stare indietro. Come l'ombra comincia a strisciare verso Scully, Mulder estrae l'arma e spara a una lampadina, facendo immergere l'area nell'oscurità. Banton è sollevato.
Banton viene trasportato presso un ospedale psichiatrico ed imprigionato in una stanza con una debole luce diffusa. Durante l'interrogatorio Banton spiega a Mulder che il governo gli sta dando la caccia nel tentativo di scoprire i suoi segreti. La detective Ryan informa gli agenti che i loro servizi sul caso non sono più necessari.
Frustrato, Mulder cerca X, il suo misterioso contatto governativo. Ma X insiste che non può essere di alcun aiuto a lui. Un po' di tempo dopo, X ed alcuni paramedici tentano di rapire Banton dalla struttura psichiatrica, ma questi vengono in contatto con l'ombra di Banton e vaporizzano. Lo scienziato esce dalla sua stanza e scappa.
Banton ritorna alla Polarity Magnetics intenzionato a distruggersi all'interno dell'acceleratore di particelle. La detective Ryan arriva sulla scena e tenta di fermare Banton, ma viene in contatto con la sua ombra e viene vaporizzata immediatamente. Banton convince Davey ad accendere l'acceleratore una volta che sarà all'interno. Ma una volta entrato, Banton comprende che Davey è un agente del governo. X, comunque, uccide Davey, e trasporta Banton in una segreta installazione di ricerca per esami e test.
- Altri interpreti: Forbes Angus (Scienziato governativo), Steve Bacic (Secondo ufficiale), Nathaniel Deveaux (Detective Barron), Guyle Frazier (Barney), Kevin McNulty (Dottor Christopher Davey), Robert Rozen (Dottore), Tony Shalhoub (Dottor Chester Ray Banton), Kate Twa (Detective Kelly Ryan), Steven Williams (Mister X), Donna Yamamoto (Infermiera notturna), Craig Brunanski (Guardia della sicurezza).

## La nostra città
- Titolo originale: Our town
- Diretto da: Rob Bowman
- Scritto da: Frank Spotnitz

### Trama
Gli agenti Mulder e Scully si recano nella piccola cittadina di Dudley, Arkansas, dopo che George Kearns, un Ispettore Federale del Pollame, scompare misteriosamente. Aiutati dallo Sceriffo Arens, Mulder e Scully esaminano un campo dove un residente ha detto di aver visto bruciare dei fuochi fatui. Lì trovano tracce di un qualche tipo di cerimonia avvenuta nel campo. La moglie di George Kearns viene quindi intervistata, ma crede che suo marito, un noto donnaiolo, sia scappato con una donna più giovane di lei.
Una visita alla Chaco Chicken, l'impianto per la lavorazione della carne che George aveva minacciato di far chiudere a causa delle ripetute violazioni sulle norme di igiene, li conduce a Paula Gray, la donna con cui George aveva avuto un rapporto la sera della sua misteriosa sparizione. Paula diventa improvvisamente violenta e tenta di uccidere Jess Harold, un supervisore dello stabilimento. Ma lo sceriffo estrae la sua pistola e fa fuoco, uccidendola prima che riesca a tagliare la gola di Harold.
Gli agenti interrogano Walter Chaco, il proprietario dell'impianto e nonno di Paula. Questi accorda loro il permesso di compiere un'autopsia sul corpo della ragazza. Dopo l'autopsia, Scully conclude che Paula ha sofferto di una rara malattia degenerativa chiamata "malattia di Creutzfeldt-Jakob" la stessa malattia che aveva George Kearns. Scopre inoltre che l'apparentemente giovane Paula aveva in realtà 47 anni.
Dopo la scomparsa di un camion per la consegna del pollame che si è sprofondato in un lago inquinato, Mulder dispone che venga dragato sperando di scoprire il corpo di George. Quello che gli agenti trovano sotto il lago, invece, è una dozzina di resti umani. Mulder corre a controllare la lista delle persone scomparse e trova conferma che almeno 87 persone nel raggio di 200 miglia dalla città sono state dichiarate scomparse negli ultimi 50 anni. Comincia a sospettare che un culto di cannibali abbia sistematicamente ucciso le persone per mangiare la loro carne in modo da rimanere sempre giovani.
Doris Kearns avvicina Walter Chaco e gli dice che non è in grado di tenere nascosto ciò che sa circa il segreto della città. Jesse Harold avverte Chaco che la donna è instabile; ma Chaco insiste che è dell'FBI che dovrebbero preoccuparsi. Nonostante le raccomandazioni di Chaco, Harold uccide Doris Kearns. Quando Scully arriva alla residenza dei Kearns, viene fatta prigioniera.
Mulder ritorna nell'appezzamento di terreno di Chaco e trova una moltitudine di crani umani immagazzinati dentro un armadietto. Quando viene a sapere che Scully è stata rapita, Mulder corre sul luogo in cui sono stati visti i fuochi fatui. La gente della città, intanto, giustizia Walter Chaco. Mentre lo Sceriffo Arens, un membro del culto, si prepara ad eliminare anche Scully, un colpo esplode. Mulder, arma alla mano, si lancia ad aiutare Scully. Ne esce un pandemonio, ed i membri del culto fuggono dalla scena, calpestando Jesse mentre cerca di recuperare l'arma da fuoco e sparare a Mulder.
Scully più tardi conclude che l'epidemia della malattia di Creutzfeldt-Jakob è stata causata dal cannibalismo.
- Altri interpreti: Gary Grubbs (Sceriffo Tom Arens), Caroline Kava (Doris Kearns), John Maclaren (George Kearns), Hrothgar Matthews (Malato di mente), John Milford (Walter Chaco), Gabrielle Miller (Paula Gray), Robin Mossley (Dott. Vance Randolph), Timothy Webber (Jess Harold), Robert Moloney (Operaio), Carrie Cain Sparks (Cameriera).

## Anasazi
- Titolo italiano alternativo: Il file da non aprire (prima parte)
- Titolo originale: Anasazi
- Diretto da: R.W. Goodwin
- Scritto da: David Duchovny e Chris Carter

### Trama
Un hacker di computer, soprannominato "Cervellone", riesce ad ottenere l'accesso ai file top secret del Dipartimento della Difesa riguardanti l'esistenza di vita extraterrestre. Questi consegna a Mulder i file su un nastro DAT per computer, contenente le informazioni riguardanti l'insabbiamento di agenti governativi circa l'esistenza degli UFO in tutti questi anni. L'entusiasmo iniziale di Mulder scema quando si accorge che i file sono apparentemente incomprensibili e pensa di essere stato raggirato; per fortuna Scully comprende che i documenti sono codificati nella lingua degli Indiani Navajo, utilizzata nella seconda guerra mondiale dall'esercito americano in quanto indecifrabile per i giapponesi. Gli promette, quindi, di trovare un traduttore al più presto possibile, visto che aveva già visto quel tipo di linguaggio. Quando Skinner interroga Mulder su delle voci riguardanti delle delicate informazioni in suo possesso, Mulder improvvisamente gli dà un pugno. Mulder viene ripreso per il suo inesplicabile comportamento. Skinner più tardi informa Scully che la commissione disciplinare determinerà se Mulder dovrà essere congedato senza riabilitazione.

L'Uomo che Fuma fa una visita inaspettata al padre di Mulder presso il villino di Martha's Vineyard. Lo informa circa i file top secret finiti nelle mani del figlio. Il padre di Mulder si rende conto che anche il suo nome si trova su quegli archivi, telefona quindi al figlio e gli chiede di venire a casa. Più tardi, Scully entra nell'appartamento di Mulder quando non ottiene alcuna risposta alla sua porta. Improvvisamente, viene esploso un colpo d'arma da fuoco, che rompe una finestra; Scully riesce ad evitare il colpo per un soffio.
Quando Mulder arriva al villino di Martha's Vineyard, suo padre parla in maniera criptica circa il suo lavoro per il Dipartimento di Stato. Prima di riuscire a spiegargli la verità, Alex Krycek gli spara uccidendolo. Quando Scully viene a sapere dell'omicidio, incalza Mulder a lasciare il villino di Martha'S Vineyard in quanto le autorità sospetteranno sicuramente di lui per l'omicidio di suo padre, visti i loro contrasti, ripetuti nel tempo, e sempre molto accesi.

Quando Mulder ritorna a casa, ha la febbre altissima. Scully si prende cura di lui e, nel mentre, nota un fattorino sospetto che trasporta una bombola d'acqua nella cantina del palazzo. Mulder incontra Alex Krycek appostato fuori dal suo palazzo. Si lancia sull'agente gettandolo a terra ed estrae la sua pistola. Certa che Mulder stia per uccidere Krycek, Scully estrae la propria arma e colpisce Mulder alla spalla.

Quando Mulder riprende conoscenza, si trova in una stanza di un motel nel Nuovo Messico, la sua ferita d'arma da fuoco è stata curata da Scully. Spiega che gli esami di laboratorio hanno rivelato che l'acqua nel palazzo di Mulder è stato contaminata con un potente allucinogeno, e questo spiega il comportamento aggressivo di Mulder degli ultimi giorni.

Un uomo indiano di nome Albert Hosteen comincia a tradurre i file cifrati del Dipartimento della Difesa. Spiega a Mulder come una tribù di indiani che una volta viveva nel Nuovo Messico sia sparita senza lasciare alcuna traccia ed inoltre Albert ricorda a Mulder anche un vecchio proverbio indiano, della sua tribù, e cioè dei Navajo, che dice: "Niente sparisce senza lasciare tracce". Il loro nome era Anasazi, che vuol dire Antico Straniero. Albert crede che siano stati rapiti da visitatori di un altro pianeta. Il nipote di Albert, Eric, conduce Mulder nel deserto. Là, Eric mostra all'agente un vagone merci ferroviario seppellito in una cava. All'interno del vagone ci sono dei cadaveri di quelli che sembrano essere degli esseri alieni. L'Uomo che Fuma chiama Mulder sul suo telefono cellulare. Afferma che è stato il padre di Mulder ad autorizzare il progetto. Ma Mulder afferma che lo smaschererà prima o poi.

L'Uomo che Fuma rintraccia il luogo dove si trova Mulder rintracciando la fonte del segnale del telefono cellulare. Ma quando arriva nel deserto con un elicottero, Mulder non viene trovato. L'Uomo che Fuma ordina ai suoi uomini di distruggere il vagone merci. L'Uomo che Fuma prende Eric e torna a casa di Albert, dove chiede insistentemente dove sia Mulder, assieme a dei militari, ma questi gli dicono che non lo sanno e che non troveranno informazioni lì. Poco dopo arriva Scully, che trova Albert Eric ed il fratello tumefatti e dopo va nel deserto a cercare Mulder, ma trova solo il vagone fumante.
- Altri interpreti: Peter Donat (William Mulder), Floyd 'Red Crow' Westerman (Albert Hosteen), Nicholas Lea (Alex Krycek), William B. Davis (L'Uomo che Fuma), Mitch Pileggi (Walter Skinner), Michael David Simms (Agente numero 1), Renae Morriseau (Josephine Doane), Ken Camroux (Agente numero 2), Dakota House (Eric Hosteen), Bernie Coulson (Il Pensatore), Bruce Harwood (John Fitzgerald Byers), Dean Haglund (Richard Ringò Langly), Tom Braidwood (Melvin Frohike), Mitchell Davies (Uomo Camuffato), Paul McLean (Agente Speciale Kautz), Chris Carter (Altro Agente), Byron Chief-Moon (Padre), Aurelio Dinunzio (Antonio), Bob Wilde (Agente dell'FBI).
- Note: la storia continua nei due episodi seguenti, Il rituale e Operazione Paper Clip. — Nel gennaio 1996 questo episodio insieme ai due seguenti è stato trasformato in un film e pubblicato in VHS col titolo X-Files: Il file da non aprire. In questo episodio la scritta "The Truth Is Out There" (La verità è là fuori) al termine della sigla è sostituita dalla sua traduzione in Navajo "EI AANIIGOO 'AHOOT'E".